# Список городов Российской империи в 1897 году
Список городов Российской империи по данным переписи населения 1897 года (с Финляндией, но без Бухарского эмирата и Хивинского ханства).
Жёлтым цветом выделены города, утратившие этот статус к настоящему времени.

## Центральная Россия

### Архангельская губерния
| город       | численность населения | статус в 1897 году         | современный статус                                   |
| ----------- | --------------------- | -------------------------- | ---------------------------------------------------- |
| Архангельск | 20 882                | Центр одноимённой губернии | Город, центр Архангельской области России            |
| Кемь        | 2447                  | Центр одноимённого уезда   | Город, районный центр в Карелии, Россия              |
| Кола        | 615                   | Центр одноимённого уезда   | Город, районный центр в Мурманской области России    |
| Мезень      | 1847                  | Центр одноимённого уезда   | Город, районный центр в Архангельской области России |
| Онега       | 2541                  | Центр одноимённого уезда   | Город, районный центр в Архангельской области России |
| Пинега      | 994                   | Центр одноимённого уезда   | Посёлок в Архангельской области России               |
| Холмогоры   | 1112                  | Центр одноимённого уезда   | Село, районный центр в Архангельской области России  |
| Шенкурск    | 1492                  | Центр одноимённого уезда   | Город, районный центр в Архангельской области России |

### Астраханская губерния
| город      | численность населения | статус в 1897 году         | современный статус                                            |
| ---------- | --------------------- | -------------------------- | ------------------------------------------------------------- |
| Астрахань  | 112 880               | Центр одноимённой губернии | Город, центр Астраханской области России                      |
| Енотаевск  | 2826                  | Центр одноимённого уезда   | Енотаевка. Село, районный центр в Астраханской области России |
| Красный Яр | 5593                  | Центр одноимённого уезда   | Село, районный центр в Астраханской области России            |
| Царев      | 6977                  | Центр одноимённого уезда   | Село в Волгоградской области России                           |
| Чёрный Яр  | 4226                  | Центр одноимённого уезда   | Село, районный центр в Астраханской области России            |

### Бессарабская губерния
| город    | численность населения | статус в 1897 году                 | современный статус                                                      |
| -------- | --------------------- | ---------------------------------- | ----------------------------------------------------------------------- |
| Кишинёв  | 108 483               | Центр Бессарабской губернии        | Город, столица Молдавии                                                 |
| Аккерман | 28 258                | Центр одноимённого уезда           | Белгород-Днестровский. Город, районный центр в Одесской области Украины |
| Бельцы   | 18 478                | Центр одноимённого уезда           | Бэлць. Город республиканского подчинения, Молдавия                      |
| Бендеры  | 31 797                | Центр одноимённого уезда           | Город республиканского подчинения, Приднестровье                        |
| Болград  | 12 300                | Заштатный город Измаильского уезда | Город, районный центр в Одесской области Украины                        |
| Измаил   | 22 295                | Центр одноимённого уезда           | Город, районный центр в Одесской области Украины                        |
| Кагул    | 7077                  | Заштатный город Измаильского уезда | Город, районный центр в Молдавии                                        |
| Килия    | 11 618                | Заштатный город Измаильского уезда | Город, районный центр в Одесской области Украины                        |
| Оргеев   | 12 336                | Центр одноимённого уезда           | Орхей. Город, районный центр в Молдавии                                 |
| Рени     | 6941                  | Заштатный город Измаильского уезда | Город, районный центр в Одесской области Украины                        |
| Сороки   | 15 351                | Центр одноимённого уезда           | Сорока. Город, районный центр в Молдавии                                |
| Хотин    | 18 398                | Центр одноимённого уезда           | Город, районный центр в Черновицкой области Украины                     |

### Виленская губерния
| город       | численность населения | статус в 1897 году                | современный статус                                     |
| ----------- | --------------------- | --------------------------------- | ------------------------------------------------------ |
| Вилейка     | 3560                  | Центр одноимённого уезда          | Город, районный центр в Минской области Белоруссии     |
| Вильна      | 154 532               | Центр одноимённой губернии        | Вильнюс. Город, столица Литвы                          |
| Дисна       | 6756                  | Центр одноимённого уезда          | Город в Витебской области Белоруссии                   |
| Друя        | 4742                  | Заштатный город Дисненского уезда | Село в Витебской области Белоруссии                    |
| Лида        | 9323                  | Центр одноимённого уезда          | Город, районный центр в Гродненской области Белоруссии |
| Ошмяны      | 7214                  | Центр одноимённого уезда          | Город, районный центр в Гродненской области Белоруссии |
| Радошковичи | 2615                  | Заштатный город Вилейского уезда  | Городской посёлок в Минской области Белоруссии         |
| Свенцяны    | 6025                  | Центр одноимённого уезда          | Швянчёнис. Город в Вильнюсском уезде Литвы             |
| Троки       | 3240                  | Центр одноимённого уезда          | Тракай. Город в Вильнюсском уезде Литвы                |

### Витебская губерния
| город   | численность населения | статус в 1897 году               | современный статус                                                 |
| ------- | --------------------- | -------------------------------- | ------------------------------------------------------------------ |
| Велиж   | 12 193                | Центр одноимённого уезда         | Город, районный центр в Смоленской области России                  |
| Витебск | 65 871                | Центр одноимённой губернии       | Город, центр Витебской области Белоруссии                          |
| Городок | 5023                  | Центр одноимённого уезда         | Город, районный центр в Витебской области Белоруссии               |
| Двинск  | 69 675                | Центр одноимённого уезда         | Даугавпилс. Город республиканского подчинения, Латвия              |
| Дрисса  | 4238                  | Центр одноимённого уезда         | Верхнедвинск. Город, районный центр в Витебской области Белоруссии |
| Лепель  | 6284                  | Центр одноимённого уезда         | Город, районный центр в Витебской области Белоруссии               |
| Люцин   | 5140                  | Центр одноимённого уезда         | Лудза. Город в Латвии                                              |
| Невель  | 9349                  | Центр одноимённого уезда         | Город, районный центр в Псковской области России                   |
| Полоцк  | 20 294                | Центр одноимённого уезда         | Город, районный центр в Витебской области Белоруссии               |
| Режица  | 10 795                | Центр одноимённого уезда         | Резекне. Город республиканского подчинения, Латвия                 |
| Себеж   | 4326                  | Центр одноимённого уезда         | Город, районный центр в Псковской области России                   |
| Сураж   | 2731                  | Заштатный город Витебского уезда | Городской посёлок в Витебской области Белоруссии                   |

### Владимирская губерния
| город                | численность населения | статус в 1897 году                | современный статус                                   |
| -------------------- | --------------------- | --------------------------------- | ---------------------------------------------------- |
| Александров          | 6810                  | Центр одноимённого уезда          | Город, районный центр во Владимирской области России |
| Владимир             | 28 479                | Центр одноимённой губернии        | Город, центр Владимирской области России             |
| Вязники              | 8862                  | Центр одноимённого уезда          | Город, районный центр во Владимирской области России |
| Гороховец            | 2297                  | Центр одноимённого уезда          | Город, районный центр во Владимирской области России |
| Иваново-Вознесенск   | 54 208                | Заштатный город Шуйского уезда    | Иваново. Город, центр Ивановской области России      |
| Киржач               | 4851                  | Заштатный город Покровского уезда | Город, районный центр во Владимирской области России |
| Ковров               | 14 571                | Центр одноимённого уезда          | Город, районный центр во Владимирской области России |
| Меленки              | 8909                  | Центр одноимённого уезда          | Город, районный центр во Владимирской области России |
| Муром                | 13 271                | Центр одноимённого уезда          | Город, районный центр во Владимирской области России |
| Переславль-Залесский | 10 639                | Центр одноимённого уезда          | Город, районный центр в Ярославской области России   |
| Покров               | 2785                  | Центр одноимённого уезда          | Город во Владимирской области России                 |
| Судогда              | 3182                  | Центр одноимённого уезда          | Город, районный центр во Владимирской области России |
| Суздаль              | 6412                  | Центр одноимённого уезда          | Город, районный центр во Владимирской области России |
| Шуя                  | 19 583                | Центр одноимённого уезда          | Город, районный центр в Ивановской области России    |
| Юрьев-Польский       | 5759                  | Центр одноимённого уезда          | Город, районный центр во Владимирской области России |

### Вологодская губерния
| город         | численность населения | статус в 1897 году                      | современный статус                                   |
| ------------- | --------------------- | --------------------------------------- | ---------------------------------------------------- |
| Великий Устюг | 11 137                | Центр одноимённого уезда                | Город, районный центр в Вологодской области России   |
| Вельск        | 1989                  | Центр одноимённого уезда                | Город, районный центр в Архангельской области России |
| Вологда       | 27 705                | Центр одноимённой губернии              | Город, центр Вологодской области России              |
| Грязовец      | 3205                  | Центр одноимённого уезда                | Город, районный центр в Вологодской области России   |
| Кадников      | 2406                  | Центр одноимённого уезда                | Город в Вологодской области России                   |
| Красноборск   | 671                   | Заштатный город Сольвычегодского уезда  | Село, районный центр в Архангельской области России  |
| Лальск        | 1124                  | Заштатный город Велико-Устюгского уезда | Пгт в Кировской области России                       |
| Никольск      | 2553                  | Центр одноимённого уезда                | Город, районный центр в Вологодской области России   |
| Сольвычегодск | 1788                  | Центр одноимённого уезда                | Город в Архангельской области России                 |
| Тотьма        | 4947                  | Центр одноимённого уезда                | Город, районный центр в Вологодской области России   |
| Усть-Сысольск | 4464                  | Центр одноимённого уезда                | Сыктывкар. Город, центр Республики Коми, Россия      |
| Яренск        | 993                   | Центр одноимённого уезда                | Село, районный центр в Архангельской области России  |

### Волынская губерния
| город              | численность населения | статус в 1897 году       | современный статус                                           |
| ------------------ | --------------------- | ------------------------ | ------------------------------------------------------------ |
| Владимир-Волынский | 9883                  | Центр одноимённого уезда | Город, районный центр в Волынской области Украины            |
| Дубно              | 14 257                | Центр одноимённого уезда | Город, районный центр в Ровненской области Украины           |
| Житомир            | 65 895                | Центр Волынской губернии | Город, центр Житомирской области Украины                     |
| Заславль           | 12 611                | Центр одноимённого уезда | Изяслав. Город, районный центр в Хмельницкой области Украины |
| Ковель             | 17 697                | Центр одноимённого уезда | Город, районный центр в Волынской области Украины            |
| Кременец           | 17 704                | Центр одноимённого уезда | Город, районный центр в Тернопольской области Украины        |
| Луцк               | 15 804                | Центр одноимённого уезда | Город, центр Волынской области Украины                       |
| Новоград-Волынск   | 16 904                | Центр одноимённого уезда | Звягель. Город, районный центр в Житомирской области Украины |
| Овруч              | 7393                  | Центр одноимённого уезда | Город, районный центр в Житомирской области Украины          |
| Острог             | 14 749                | Центр одноимённого уезда | Город, районный центр в Ровненской области Украины           |
| Ровно              | 24 573                | Центр одноимённого уезда | Город, центр Ровненской области Украины                      |
| Староконстантинов  | 16 377                | Центр одноимённого уезда | Город, районный центр в Хмельницкой области Украины          |

### Воронежская губерния
| город       | численность населения | статус в 1897 году         | современный статус                                  |
| ----------- | --------------------- | -------------------------- | --------------------------------------------------- |
| Бирюч       | 13 081                | Центр одноимённого уезда   | Город, районный центр в Белгородской области России |
| Бобров      | 3884                  | Центр одноимённого уезда   | Город, районный центр в Воронежской области России  |
| Богучар     | 6636                  | Центр одноимённого уезда   | Город, районный центр в Воронежской области России  |
| Валуйки     | 6698                  | Центр одноимённого уезда   | Город, районный центр в Белгородской области России |
| Воронеж     | 80 599                | Центр одноимённой губернии | Город, центр Воронежской области России             |
| Задонск     | 7507                  | Центр одноимённого уезда   | Город, районный центр в Липецкой области России     |
| Землянск    | 5333                  | Центр одноимённого уезда   | Село в Воронежской области России                   |
| Коротояк    | 9355                  | Центр одноимённого уезда   | Село в Воронежской области России                   |
| Нижнедевицк | 2409                  | Центр одноимённого уезда   | Село, районный центр в Воронежской области России   |
| Новохопёрск | 5945                  | Центр одноимённого уезда   | Город, районный центр в Воронежской области России  |
| Острогожск  | 20 983                | Центр одноимённого уезда   | Город, районный центр в Воронежской области России  |
| Павловск    | 7202                  | Центр одноимённого уезда   | Город, районный центр в Воронежской области России  |

### Вятская губерния
| город          | численность населения | статус в 1897 году              | современный статус                                       |
| -------------- | --------------------- | ------------------------------- | -------------------------------------------------------- |
| Вятка          | 25 008                | Центр одноимённой губернии      | Киров. Город, центр Кировской области России             |
| Глазов         | 3509                  | Центр одноимённого уезда        | Город, районный центр в Удмуртии, Россия                 |
| Елабуга        | 9764                  | Центр одноимённого уезда        | Город, районный центр в Татарстане, Россия               |
| Котельнич      | 4240                  | Центр одноимённого уезда        | Город, районный центр в Кировской области России         |
| Малмыж         | 3165                  | Центр одноимённого уезда        | Город, районный центр в Кировской области России         |
| Нолинск        | 4764                  | Центр одноимённого уезда        | Город, районный центр в Кировской области России         |
| Орлов          | 3256                  | Центр одноимённого уезда        | Город, районный центр в Кировской области России         |
| Сарапул        | 21 398                | Центр одноимённого уезда        | Город, районный центр в Удмуртии, Россия                 |
| Слободской     | 10 051                | Центр одноимённого уезда        | Город, районный центр в Кировской области России         |
| Уржум          | 4413                  | Центр одноимённого уезда        | Город, районный центр в Кировской области России         |
| Царёвосанчурск | 1266                  | Заштатный город Яранского уезда | Санчурск. Пгт, районный центр в Кировской области России |
| Яранск         | 4808                  | Центр одноимённого уезда        | Город, районный центр в Кировской области России         |

### Гродненская губерния
| город                                 | численность населения | статус в 1897 году                  | современный статус                                       |
| ------------------------------------- | --------------------- | ----------------------------------- | -------------------------------------------------------- |
| Белосток                              | 66 032                | Центр одноимённого уезда            | Город, центр Подляского воеводства Польши                |
| Бельск                                | 7464                  | Центр одноимённого уезда            | Бельск-Подляски. Город в Подляском воеводстве Польши     |
| Брест-Литовск                         | 46 568                | Центр Брестского уезда              | Брест. Город, центр Брестской области Белоруссии         |
| Брянск                                | 4087                  | Заштатный город Бельского уезда     | Браньск. Город в Подляском воеводстве Польши             |
| Васильков                             | 3880                  | Заштатный город Сокольского уезда   | Василькув. Город в Подляском воеводстве Польши           |
| Волковыск                             | 10 323                | Центр одноимённого уезда            | Город, районный центр в Гродненской области, Белоруссия  |
| Гониондз                              | 3436                  | Заштатный город Белостокского уезда | Гонёндз. Город в Подляском воеводстве Польши             |
| Гродна                                | 46 919                | Центр одноимённой губернии          | Гродно. Город, центр Гродненской области Белоруссии      |
| Домброво                              | 1988                  | Заштатный город Сокольского уезда   | Домброва-Белостоцка. Город в Подляском воеводстве Польши |
| Дрогичин                              | 1707                  | Заштатный город Бельского уезда     | Дрохичин. Город в Подляском воеводстве Польши            |
| Клещели                               | 2013                  | Заштатный город Бельского уезда     | Клещеле. Город в Подляском воеводстве Польши             |
| Кнышин                                | 3864                  | Заштатный город Белостокского уезда | Город в Подляском воеводстве Польши                      |
| Кобрин                                | 10 408                | Центр одноимённого уезда            | Город, районный центр в Брестской области, Белоруссия    |
| Корицын                               | 683                   | Заштатный город Сокольского уезда   | Корыцин. Деревня в Подляском воеводстве Польши           |
| Кузница Kuźnica                       | 1346                  | Заштатный город Сокольского уезда   | Кузница. Деревня в Подляском воеводстве Польши           |
| Мельник                               | 1485                  | Заштатный город Бельского уезда     | Деревня в Подляском воеводстве Польши                    |
| Нарев                                 | 1434                  | Заштатный город Бельского уезда     | Деревня в Подляском воеводстве Польши                    |
| Новый Двор                            | 1300                  | Заштатный город Сокольского уезда   | Новы-Двур. Деревня в Подляском воеводстве Польши         |
| Одельск                               | 1462                  | Заштатный город Сокольского уезда   | Деревня в Гродненской области, Белоруссия                |
| Пружаны                               | 7633                  | Центр одноимённого уезда            | Город, районный центр в Брестской области, Белоруссия    |
| Слоним                                | 15 863                | Центр одноимённого уезда            | Город, районный центр в Гродненской области, Белоруссия  |
| Соколка                               | 7598                  | Заштатный город Белостокского уезда | Сокулка. Город в Подляском воеводстве Польши             |
| Сураж                                 | 1599                  | Заштатный город Белостокского уезда | Город в Подляском воеводстве Польши                      |
| Суховоля                              | 3203                  | Заштатный город Сокольского уезда   | Суховоля. Город в Подляском воеводстве Польши            |
| Янов pl:Janów (województwo podlaskie) | 2296                  | Заштатный город Сокольского уезда   | Янув. Деревня в Подляском воеводстве Польши              |

### Область Войска Донского
| город                    | численность населения | статус в 1897 году                  | современный статус                                             |
| ------------------------ | --------------------- | ----------------------------------- | -------------------------------------------------------------- |
| Александровск-Грушевский | 16 479                | Заштатный город Черкасского округа  | Шахты. Город областного подчинения в Ростовской области России |
| Нахичевань               | 28 427                | Безуездный город Ростовского округа | Вошёл в состав Ростова-на-Дону                                 |
| Новочеркасск             | 51 963                | Центр области Войска Донского       | Город областного подчинения в Ростовской области России        |
| Ростов-на-Дону           | 119 476               | Центр Ростовского округа            | Город, центр Ростовской области России                         |
| Таганрог                 | 51 437                | Центр Таганрогского округа          | Город областного подчинения в Ростовской области России        |

### Екатеринославская губерния
| город           | численность населения | статус в 1897 году                      | современный статус                                                |
| --------------- | --------------------- | --------------------------------------- | ----------------------------------------------------------------- |
| Александровск   | 18 849                | Центр одноимённого уезда                | Запорожье. Город, центр Запорожской области Украины               |
| Бахмут          | 19 316                | Центр одноимённого уезда                | Город, районный центр в Донецкой области, Украина                 |
| Верхнеднепровск | 6701                  | Центр одноимённого уезда                | Город, районный центр в Днепропетровской области, Украина         |
| Екатеринослав   | 112 839               | Центр одноимённой губернии              | Днепр. Город, центр Днепропетровской области Украины              |
| Луганск         | 20 404                | Безуездный город Славяносербского уезда | Город, центр Луганской области Украины                            |
| Мариуполь       | 31 116                | Центр одноимённого уезда                | Город областного подчинения в Донецкой области Украины            |
| Новомосковск    | 12 883                | Центр одноимённого уезда                | Самарь. Город, районный центр в Днепропетровской области, Украина |
| Павлоград       | 15 775                | Центр одноимённого уезда                | Город, районный центр в Днепропетровской области, Украина         |
| Славяносербск   | 3122                  | Центр одноимённого уезда                | Пгт, районный центр в Луганской области, Украина                  |

### Казанская губерния
| город          | численность населения | статус в 1897 году               | современный статус                                   |
| -------------- | --------------------- | -------------------------------- | ---------------------------------------------------- |
| Арск           | 1228                  | Заштатный город Казанского уезда | Город, районный центр в Татарстане, Россия           |
| Казань         | 129 959               | Центр одноимённой губернии       | Город, центр Республики Татарстан, Россия            |
| Козьмодемьянск | 5284                  | Центр одноимённого уезда         | Город, районный центр в Республике Марий Эл, Россия  |
| Лаишев         | 3743                  | Центр одноимённого уезда         | Лаишево. Город, районный центр в Татарстане, Россия  |
| Мамадыш        | 4195                  | Центр одноимённого уезда         | Город, районный центр в Татарстане, Россия           |
| Свияжск        | 2365                  | Центр одноимённого уезда         | Село в Татарстане, Россия                            |
| Спасск         | 2770                  | Центр одноимённого уезда         | Болгар. Город, районный центр в Татарстане, Россия   |
| Тетюши         | 4754                  | Центр одноимённого уезда         | Город, районный центр в Татарстане, Россия           |
| Царевококшайск | 1658                  | Центр одноимённого уезда         | Йошкар-Ола. Город, центр Республики Марий Эл, Россия |
| Цивильск       | 2336                  | Центр одноимённого уезда         | Город, районный центр в Чувашии, Россия              |
| Чебоксары      | 4738                  | Центр одноимённого уезда         | Город, центр Чувашской Республики, Россия            |
| Чистополь      | 20 104                | Центр одноимённого уезда         | Город, районный центр в Татарстане, Россия           |
| Ядрин          | 2454                  | Центр одноимённого уезда         | Город, районный центр в Чувашии, Россия              |

### Калужская губерния
| город         | численность населения | статус в 1897 году                   | современный статус                                |
| ------------- | --------------------- | ------------------------------------ | ------------------------------------------------- |
| Боровск       | 8414                  | Центр одноимённого уезда             | Город, районный центр в Калужской области, Россия |
| Воротынск     | 777                   | Заштатный город Перемышльского уезда | Посёлок в Калужской области, Россия               |
| Жиздра        | 6004                  | Центр одноимённого уезда             | Город, районный центр в Калужской области, Россия |
| Калуга        | 49 513                | Центр одноимённой губернии           | Город, центр Калужской области России             |
| Козельск      | 5619                  | Центр одноимённого уезда             | Город, районный центр в Калужской области, Россия |
| Лихвин        | 1612                  | Центр одноимённого уезда             | Чекалин. Город в Тульской области, Россия         |
| Малоярославец | 2497                  | Центр одноимённого уезда             | Город, районный центр в Калужской области, Россия |
| Медынь        | 4387                  | Центр одноимённого уезда             | Город, районный центр в Калужской области, Россия |
| Мещовск       | 3635                  | Центр одноимённого уезда             | Город, районный центр в Калужской области, Россия |
| Мосальск      | 2655                  | Центр одноимённого уезда             | Город, районный центр в Калужской области, Россия |
| Перемышль     | 1712                  | Центр одноимённого уезда             | Село, районный центр в Калужской области, Россия  |
| Серпейск      | 1034                  | Заштатный город Мещовского уезда     | Село в Калужской области, Россия                  |
| Сухиничи      | 5447                  | Заштатный город Козельского уезда    | Город, районный центр в Калужской области, Россия |
| Таруса        | 1989                  | Центр одноимённого уезда             | Город, районный центр в Калужской области, Россия |

### Киевская губерния
| город        | численность населения | статус в 1897 году         | современный статус                                              |
| ------------ | --------------------- | -------------------------- | --------------------------------------------------------------- |
| Бердичев     | 53 351                | Центр одноимённого уезда   | Город, районный центр в Житомирской области, Украина            |
| Васильков    | 13 132                | Центр одноимённого уезда   | Город, районный центр в Киевской области, Украина               |
| Звенигородка | 16 923                | Центр одноимённого уезда   | Город, районный центр в Черкасской области, Украина             |
| Канев        | 8855                  | Центр одноимённого уезда   | Город, районный центр в Черкасской области, Украина             |
| Киев         | 247 723               | Центр одноимённой губернии | Город, столица Украины                                          |
| Липовец      | 8658                  | Центр одноимённого уезда   | Город, районный центр в Винницкой области, Украина              |
| Радомысль    | 10 906                | Центр одноимённого уезда   | Радомышль. Город, районный центр в Житомирской области, Украина |
| Сквира       | 17 958                | Центр одноимённого уезда   | Город, районный центр в Киевской области, Украина               |
| Тараща       | 11 259                | Центр одноимённого уезда   | Город, районный центр в Киевской области, Украина               |
| Умань        | 31 016                | Центр одноимённого уезда   | Город, районный центр в Черкасской области, Украина             |
| Черкассы     | 29 600                | Центр одноимённого уезда   | Город, центр Черкасской области Украины                         |
| Чигирин      | 9872                  | Центр одноимённого уезда   | Город, районный центр в Черкасской области, Украина             |

### Ковенская губерния
| город             | численность населения | статус в 1897 году                         | современный статус                               |
| ----------------- | --------------------- | ------------------------------------------ | ------------------------------------------------ |
| Видзы             | 5103                  | Заштатный город Новоалександровского уезда | Городской посёлок в Витебской области Белоруссии |
| Вилькомир         | 13 532                | Центр одноимённого уезда                   | Укмерге. Город в Вильнюсском уезде Литвы         |
| Ковна             | 70 920                | Центр одноимённой губернии                 | Каунас. Город, центр Каунасского уезда Литвы     |
| Новоалександровск | 6359                  | Центр одноимённого уезда                   | Зарасай. Город в Утенском уезде Литвы            |
| Поневеж           | 12 968                | Центр одноимённого уезда                   | Паневежис. Город, центр Паневежского уезда Литвы |
| Россиены          | 7455                  | Центр одноимённого уезда                   | Расейняй. Город в Каунасском уезде Литвы         |
| Тельши            | 6205                  | Центр одноимённого уезда                   | Тельшяй. Город, центр Тельшяйского уезда Литвы   |
| Шавли             | 16128                 | Центр одноимённого уезда                   | Шяуляй. Город, центр Шяуляйского уезда Литвы     |
| Шадов             | 4474                  | Заштатный город Шавельского уезда          | Шедува. Город в Шяуляйском уезде Литвы           |

### Костромская губерния
| город      | численность населения | статус в 1897 году                  | современный статус                                             |
| ---------- | --------------------- | ----------------------------------- | -------------------------------------------------------------- |
| Буй        | 2624                  | Центр одноимённого уезда            | Город, районный центр в Костромской области, Россия            |
| Варнавин   | 1444                  | Центр одноимённого уезда            | Варнавино. Пгт, районный центр в Нижегородской области, Россия |
| Ветлуга    | 5179                  | Центр одноимённого уезда            | Город, районный центр в Нижегородской области, Россия          |
| Галич      | 6237                  | Центр одноимённого уезда            | Город, районный центр в Костромской области, Россия            |
| Кадый      | 1095                  | Заштатный город Макарьевского уезда | Пгт, районный центр в Костромской области, Россия              |
| Кинешма    | 7575                  | Центр одноимённого уезда            | Город, районный центр в Ивановской области, Россия             |
| Кологрив   | 2565                  | Центр одноимённого уезда            | Город, районный центр в Костромской области, Россия            |
| Кострома   | 41 336                | Центр одноимённой губернии          | Город, центр Костромской области России                        |
| Лух        | 1965                  | Заштатный город Юрьевецкого уезда   | Пгт, районный центр в Ивановской области, Россия               |
| Макарьев   | 6046                  | Центр одноимённого уезда            | Город, районный центр в Костромской области, Россия            |
| Нерехта    | 3092                  | Центр одноимённого уезда            | Город, районный центр в Костромской области, Россия            |
| Плёс       | 2164                  | Заштатный город Нерехтского уезда   | Город в Ивановской области, Россия                             |
| Солигалич  | 3419                  | Центр одноимённого уезда            | Город, районный центр в Костромской области, Россия            |
| Судиславль | 1362                  | Заштатный город Костромского уезда  | Пгт, районный центр в Костромской области, Россия              |
| Унжа       | 1284                  | Заштатный город Макарьевского уезда | Село в Костромской области, Россия                             |
| Чухлома    | 2202                  | Центр одноимённого уезда            | Город, районный центр в Костромской области, Россия            |
| Юрьевец    | 4776                  | Центр одноимённого уезда            | Город, районный центр в Ивановской области, Россия             |

### Курляндская губерния
| город        | численность населения | статус в 1897 году                      | современный статус                                    |
| ------------ | --------------------- | --------------------------------------- | ----------------------------------------------------- |
| Бауск        | 6544                  | Центр одноимённого уезда                | Бауска. Город в Латвии                                |
| Виндава      | 7127                  | Центр одноимённого уезда                | Вентспилс. Город республиканского подчинения в Латвии |
| Газенпот     | 3340                  | Центр одноимённого уезда                | Айзпуте. Город в Латвии                               |
| Гольдинген   | 9720                  | Центр одноимённого уезда                | Кулдига. Город в Латвии                               |
| Гробин       | 1490                  | Центр одноимённого уезда                | Гробиня. Город в Латвии                               |
| Либава       | 64 489                | Заштатный город Гробинского уезда       | Лиепая. Город республиканского подчинения в Латвии    |
| Митава       | 35 131                | Центр Курляндской губернии              | Елгава. Город республиканского подчинения в Латвии    |
| Пильтен      | 1509                  | Заштатный город Виндавского уезда       | Пилтене. Город в Латвии                               |
| Туккум       | 7555                  | Центр одноимённого уезда                | Тукумс. Город в Латвии                                |
| Фридрихштадт | 5175                  | Центр одноимённого уезда                | Яунелгава. Город в Латвии                             |
| Якобштадт    | 5829                  | Заштатный город Фридрихштадтского уезда | Екабпилс. Город республиканского подчинения в Латвии  |

### Курская губерния
| город        | численность населения | статус в 1897 году                   | современный статус                                                  |
| ------------ | --------------------- | ------------------------------------ | ------------------------------------------------------------------- |
| Белгород     | 26 564                | Центр одноимённого уезда             | Город, центр Белгородской области России                            |
| Богатый      | 455                   | Заштатный город Обоянского уезда     | Богатое. Село в Белгородской области, Россия                        |
| Грайворон    | 6340                  | Центр одноимённого уезда             | Город, районный центр в Белгородской области, Россия                |
| Дмитриев     | 6073                  | Центр одноимённого уезда             | Дмитриев-Льговский. Город, районный центр в Курской области, Россия |
| Короча       | 10 235                | Центр одноимённого уезда             | Город, районный центр в Белгородской области, Россия                |
| Курск        | 75 721                | Центр одноимённой губернии           | Город, центр Курской области России                                 |
| Льгов        | 4321                  | Центр одноимённого уезда             | Город, районный центр в Курской области, Россия                     |
| Мирополье    | 10 101                | Заштатный город Суджанского уезда    | Село в Сумской области, Украина                                     |
| Новый Оскол  | 2996                  | Центр одноимённого уезда             | Город, районный центр в Белгородской области, Россия                |
| Обоянь       | 11 832                | Центр одноимённого уезда             | Город, районный центр в Курской области, Россия                     |
| Путивль      | 9955                  | Центр одноимённого уезда             | Город, районный центр в Сумской области, Украина                    |
| Рыльск       | 11 549                | Центр одноимённого уезда             | Город, районный центр в Курской области, Россия                     |
| Старый Оскол | 15 617                | Центр одноимённого уезда             | Город, районный центр в Белгородской области, Россия                |
| Суджа        | 7433                  | Центр одноимённого уезда             | Город, районный центр в Курской области, Россия                     |
| Тим          | 7377                  | Центр одноимённого уезда             | Пгт, районный центр в Курской области, Россия                       |
| Фатеж        | 6034                  | Центр одноимённого уезда             | Город, районный центр в Курской области, Россия                     |
| Хотмыжск     | 2863                  | Заштатный город Грайворонского уезда | Село в Белгородской области, Россия                                 |
| Щигры        | 6061                  | Центр одноимённого уезда             | Город, районный центр в Курской области, Россия                     |

### Лифляндская губерния
| город     | численность населения | статус в 1897 году                 | современный статус                                   |
| --------- | --------------------- | ---------------------------------- | ---------------------------------------------------- |
| Аренсбург | 4603                  | Центр Эзельского уезда             | Курессааре. Город, уездный центр в Эстонии           |
| Валк      | 10 922                | Центр одноимённого уезда           | Разделён на города Валка (Латвия) и Валга (Эстония)  |
| Венден    | 6356                  | Центр одноимённого уезда           | Цесис. Город в Латвии                                |
| Верро     | 4152                  | Центр одноимённого уезда           | Выру. Город, уездный центр в Эстонии                 |
| Вольмар   | 5050                  | Центр одноимённого уезда           | Валмиера. Город республиканского подчинения в Латвии |
| Лемзаль   | 2412                  | Заштатный город Вольмарского уезда | Лимбажи. Город в Латвии                              |
| Пернов    | 12 898                | Центр одноимённого уезда           | Пярну. Город, уездный центр в Эстонии                |
| Рига      | 282 230               | Центр Лифляндской губернии         | Город, столица Латвии                                |
| Феллин    | 7736                  | Центр одноимённого уезда           | Вильянди. Город, уездный центр в Эстонии             |
| Шлок      | 2114                  | Заштатный город Рижского уезда     | Вошёл в состав города Юрмалы                         |
| Юрьев     | 42 308                | Центр одноимённого уезда           | Тарту. Город, уездный центр в Эстонии                |

### Минская губерния
| город      | численность населения | статус в 1897 году                 | современный статус                                          |
| ---------- | --------------------- | ---------------------------------- | ----------------------------------------------------------- |
| Бобруйск   | 34 336                | Центр одноимённого уезда           | Город, районный центр в Могилёвской области Белоруссии      |
| Борисов    | 15 063                | Центр одноимённого уезда           | Город, районный центр в Минской области Белоруссии          |
| Докшицы    | 3642                  | Заштатный город Борисовского уезда | Город, районный центр в Витебской области Белоруссии        |
| Игумен     | 4573                  | Центр одноимённого уезда           | Червень. Город, районный центр в Минской области Белоруссии |
| Минск      | 90 912                | Центр одноимённой губернии         | Город, столица Белоруссии                                   |
| Мозырь     | 8076                  | Центр одноимённого уезда           | Город, районный центр в Гомельской области Белоруссии       |
| Несвиж     | 8459                  | Заштатный город Слуцкого уезда     | Город, районный центр в Минской области Белоруссии          |
| Новогрудок | 7887                  | Центр одноимённого уезда           | Город, районный центр в Гродненской области Белоруссии      |
| Пинск      | 28 368                | Центр одноимённого уезда           | Город, районный центр в Брестской области Белоруссии        |
| Речица     | 9280                  | Центр одноимённого уезда           | Город, районный центр в Гомельской области Белоруссии       |
| Слуцк      | 14 349                | Центр одноимённого уезда           | Город, районный центр в Минской области Белоруссии          |

### Могилёвская губерния
| город        | численность населения | статус в 1897 году               | современный статус                                            |
| ------------ | --------------------- | -------------------------------- | ------------------------------------------------------------- |
| Бабиновичи   | 1157                  | Заштатный город Оршанского уезда | Агрогородок в Витебской области Белоруссии                    |
| Старый Быхов | 6381                  | Центр одноимённого уезда         | Быхов. Город, районный центр в Могилёвской области Белоруссии |
| Гомель       | 36 775                | Центр одноимённого уезда         | Город, центр Гомельской области Белоруссии                    |
| Горки        | 6735                  | Центр одноимённого уезда         | Город, районный центр в Могилёвской области Белоруссии        |
| Климовичи    | 4714                  | Центр одноимённого уезда         | Город, районный центр в Могилёвской области Белоруссии        |
| Копысь       | 3384                  | Заштатный город Горецкого уезда  | Городской посёлок в Витебской области Белоруссии              |
| Могилёв      | 43 119                | Центр одноимённой губернии       | Город, центр Могилёвской области Белоруссии                   |
| Мстиславль   | 8514                  | Центр одноимённого уезда         | Город, районный центр в Могилёвской области Белоруссии        |
| Орша         | 13 061                | Центр одноимённого уезда         | Город, районный центр в Витебской области Белоруссии          |
| Рогачёв      | 9038                  | Центр одноимённого уезда         | Город, районный центр в Гомельской области Белоруссии         |
| Сенно        | 4100                  | Центр одноимённого уезда         | Город, районный центр в Витебской области Белоруссии          |
| Чаусы        | 4960                  | Центр одноимённого уезда         | Город, районный центр в Могилёвской области Белоруссии        |
| Чериков      | 5249                  | Центр одноимённого уезда         | Город, районный центр в Могилёвской области Белоруссии        |

### Московская губерния
| город       | численность населения | статус в 1897 году                    | современный статус                                        |
| ----------- | --------------------- | ------------------------------------- | --------------------------------------------------------- |
| Богородск   | 11 102                | Центр одноимённого уезда              | Ногинск. Город, районный центр Московской области, Россия |
| Бронницы    | 3897                  | Центр одноимённого уезда              | Город областного подчинения в Московской области, Россия  |
| Верея       | 3707                  | Центр одноимённого уезда              | Город в Московской области, Россия                        |
| Волоколамск | 3091                  | Центр одноимённого уезда              | Город, районный центр в Московской области, Россия        |
| Воскресенск | 2289                  | Заштатный город Звенигородского уезда | Истра. Город, районный центр Московской области, Россия   |
| Дмитров     | 4480                  | Центр одноимённого уезда              | Город, районный центр в Московской области, Россия        |
| Звенигород  | 2381                  | Центр одноимённого уезда              | Город областного подчиения в Московской области, Россия   |
| Клин        | 4655                  | Центр одноимённого уезда              | Город, районный центр в Московской области, Россия        |
| Коломна     | 20 277                | Центр одноимённого уезда              | Город, районный центр в Московской области, Россия        |
| Можайск     | 3194                  | Центр одноимённого уезда              | Город, районный центр в Московской области, Россия        |
| Москва      | 1 038 591             | Центр одноимённой губернии            | Город, столица России                                     |
| Подольск    | 3798                  | Центр одноимённого уезда              | Город, районный центр в Московской области, Россия        |
| Руза        | 2349                  | Центр одноимённого уезда              | Город, районный центр в Московской области, Россия        |
| Серпухов    | 30 571                | Центр одноимённого уезда              | Город, районный центр в Московской области, Россия        |

### Нижегородская губерния
| город           | численность населения | статус в 1897 году                  | современный статус                                               |
| --------------- | --------------------- | ----------------------------------- | ---------------------------------------------------------------- |
| Ардатов         | 3546                  | Центр одноимённого уезда            | Пгт, районный центр в Нижегородской области, Россия              |
| Арзамас         | 10 592                | Центр одноимённого уезда            | Город, районный центр в Нижегородской области, Россия            |
| Балахна         | 5120                  | Центр одноимённого уезда            | Город, районный центр в Нижегородской области, Россия            |
| Васильсурск     | 3799                  | Центр одноимённого уезда            | Пгт в Нижегородской области, Россия                              |
| Горбатов        | 4604                  | Центр одноимённого уезда            | Город в Нижегородской области, Россия                            |
| Княгинин        | 2737                  | Центр одноимённого уезда            | Княгинино. Город, районный центр в Нижегородской области, Россия |
| Лукоянов        | 2117                  | Центр одноимённого уезда            | Город, районный центр в Нижегородской области, Россия            |
| Макарьев        | 1560                  | Центр одноимённого уезда            | Макарьево. Село в Нижегородской области, Россия                  |
| Нижний Новгород | 90 053                | Центр одноимённой губернии          | Город, центр Нижегородской области, Россия                       |
| Перевоз         | 770                   | Заштатный город Княгининского уезда | Город, районный центр в Нижегородской области, Россия            |
| Починки         | 9851                  | Заштатный город Лукояновского уезда | Село, районный центр в Нижегородской области, Россия             |
| Семёнов         | 3752                  | Центр одноимённого уезда            | Город, районный центр в Нижегородской области, Россия            |
| Сергач          | 4530                  | Центр одноимённого уезда            | Город, районный центр в Нижегородской области, Россия            |

### Новгородская губерния
| город        | численность населения | статус в 1897 году         | современный статус                                          |
| ------------ | --------------------- | -------------------------- | ----------------------------------------------------------- |
| Белозерск    | 5015                  | Центр одноимённого уезда   | Город, районный центр в Вологодской области, Россия         |
| Боровичи     | 9431                  | Центр одноимённого уезда   | Город, районный центр в Новгородской области, Россия        |
| Валдай       | 2907                  | Центр одноимённого уезда   | Город, районный центр в Новгородской области, Россия        |
| Демянск      | 1648                  | Центр одноимённого уезда   | Пгт, районный центр в Новгородской области, Россия          |
| Кириллов     | 4306                  | Центр одноимённого уезда   | Город, районный центр в Вологодской области, Россия         |
| Крестцы      | 2596                  | Центр одноимённого уезда   | Пгт, районный центр в Новгородской области, Россия          |
| Новгород     | 25 736                | Центр одноимённой губернии | Великий Новгород. Город, центр Новгородской области, Россия |
| Старая Русса | 15 183                | Центр одноимённого уезда   | Город, районный центр в Новгородской области, Россия        |
| Тихвин       | 6589                  | Центр одноимённого уезда   | Город, районный центр в Ленинградской области, Россия       |
| Устюжна      | 5111                  | Центр одноимённого уезда   | Город, районный центр в Вологодской области, Россия         |
| Череповец    | 6948                  | Центр одноимённого уезда   | Город, районный центр в Вологодской области, Россия         |

### Олонецкая губерния
| город         | численность населения | статус в 1897 году       | современный статус                                    |
| ------------- | --------------------- | ------------------------ | ----------------------------------------------------- |
| Вытегра       | 4502                  | Центр одноимённого уезда | Город, районный центр в Вологодской области, Россия   |
| Каргополь     | 3057                  | Центр одноимённого уезда | Город, районный центр в Архангельской области, Россия |
| Лодейное Поле | 1432                  | Центр одноимённого уезда | Город, районный центр в Ленинградской области, Россия |
| Олонец        | 1246                  | Центр одноимённого уезда | Город, районный центр в Республике Карелия, Россия    |
| Петрозаводск  | 12 522                | Центр Олонецкой губернии | Город, столица Республики Карелия, Россия             |
| Повенец       | 1294                  | Центр одноимённого уезда | ПГТ в Республике Карелия, Россия                      |
| Пудож         | 1455                  | Центр одноимённого уезда | Город, районный центр в Республике Карелия, Россия    |

### Оренбургская губерния
| город          | численность населения | статус в 1897 году                  | современный статус                                             |
| -------------- | --------------------- | ----------------------------------- | -------------------------------------------------------------- |
| Верхнеуральск  | 11 095                | Центр одноимённого уезда            | Город, районный центр Челябинской области, Россия              |
| Илецкая Защита | 11 768                | Заштатный город Оренбургского уезда | Соль-Илецк. Город, районный центр Оренбургской области, Россия |
| Оренбург       | 72 425                | Центр одноимённой губернии          | Город, центр Оренбургской области, Россия                      |
| Орск           | 14 016                | Центр одноимённого уезда            | Город областного подчинения в Оренбургской области, Россия     |
| Троицк         | 23 299                | Центр одноимённого уезда            | Город, районный центр Челябинской области, Россия              |
| Челябинск      | 19 998                | Центр одноимённого уезда            | Город, центр Челябинской области, Россия                       |

### Орловская губерния
| город           | численность населения | статус в 1897 году         | современный статус                                |
| --------------- | --------------------- | -------------------------- | ------------------------------------------------- |
| Болхов          | 21 446                | Центр одноимённого уезда   | Город, районный центр в Орловской области, Россия |
| Брянск          | 24 781                | Центр одноимённого уезда   | Город, центр Брянской области, Россия             |
| Дмитровск       | 5291                  | Центр одноимённого уезда   | Город, районный центр в Орловской области, Россия |
| Елец            | 46 956                | Центр одноимённого уезда   | Город, районный центр в Липецкой области, Россия  |
| Карачев         | 15 493                | Центр одноимённого уезда   | Город, районный центр в Брянской области, Россия  |
| Кромы           | 5586                  | Центр одноимённого уезда   | Пгт, районный центр в Орловской области, Россия   |
| Ливны           | 20 448                | Центр одноимённого уезда   | Город, районный центр в Орловской области, Россия |
| Малоархангельск | 7785                  | Центр одноимённого уезда   | Город, районный центр в Орловской области, Россия |
| Мценск          | 9823                  | Центр одноимённого уезда   | Город, районный центр в Орловской области, Россия |
| Орёл            | 69 735                | Центр одноимённой губернии | Город, центр Орловской области, Россия            |
| Севск           | 9248                  | Центр одноимённого уезда   | Город, районный центр в Брянской области, Россия  |
| Трубчевск       | 7416                  | Центр одноимённого уезда   | Город, районный центр в Брянской области, Россия  |

### Пензенская губерния
| город          | численность населения | статус в 1897 году                      | современный статус                                            |
| -------------- | --------------------- | --------------------------------------- | ------------------------------------------------------------- |
| Верхне-Ломов   | 5952                  | Заштатный город Нижне-Ломовского уезда  | Верхний Ломов. Село в Пензенской области, Россия              |
| Городище       | 3965                  | Центр одноимённого уезда                | Город, районный центр в Пензенской области, Россия            |
| Инсар          | 4244                  | Центр одноимённого уезда                | Город, районный центр в Мордовии, Россия                      |
| Керенск        | 4004                  | Центр одноимённого уезда                | Вадинск. Село, районный центр в Пензенской области, Россия    |
| Краснослободск | 7381                  | Центр одноимённого уезда                | Город, районный центр в Мордовии, Россия                      |
| Мокшаны        | 10 044                | Центр одноимённого уезда                | Мокшан. Пгт, районный центр в Пензенской области, Россия      |
| Наровчат       | 4710                  | Центр одноимённого уезда                | Село, районный центр в Пензенской области, Россия             |
| Нижний Ломов   | 9996                  | Центр одноимённого уезда                | Город, районный центр в Пензенской области, Россия            |
| Пенза          | 59 981                | Центр одноимённой губернии              | Город, центр Пензенской области, Россия                       |
| Саранск        | 14 584                | Центр одноимённого уезда                | Город, центр Республики Мордовия, Россия                      |
| Троицк         | 5822                  | Заштатный город Краснослободского уезда | Село в Мордовии, Россия                                       |
| Чембар         | 5345                  | Центр одноимённого уезда                | Белинский. Город, районный центр в Пензенской области, Россия |
| Шишкеев        | 3810                  | Заштатный город Инсарского уезда        | Шишкеево. Село в Мордовии, Россия                             |

### Пермская губерния
| город        | численность населения | статус в 1897 году                  | современный статус                                            |
| ------------ | --------------------- | ----------------------------------- | ------------------------------------------------------------- |
| Алапаевск    | 8646                  | Заштатный город Верхотурского уезда | Город, районный центр в Свердловской области, Россия          |
| Верхотурье   | 3179                  | Центр одноимённого уезда            | Город, районный центр в Свердловской области, Россия          |
| Далматов     | 564                   | Заштатный город Шадринского уезда   | Далматово. Город, районный центр в Курганской области, Россия |
| Дедюхин      | 3318                  | Заштатный город Соликамского уезда  | Вошёл в состав города Березники                               |
| Екатеринбург | 43 239                | Центр одноимённого уезда            | Город, центр Свердловской области, Россия                     |
| Ирбит        | 20 062                | Центр одноимённого уезда            | Город, районный центр в Свердловской области, Россия          |
| Камышлов     | 8210                  | Центр одноимённого уезда            | Город, районный центр в Свердловской области, Россия          |
| Красноуфимск | 6251                  | Центр одноимённого уезда            | Город, районный центр в Свердловской области, Россия          |
| Кунгур       | 14 295                | Центр одноимённого уезда            | Город, районный центр в Пермском крае, Россия                 |
| Оса          | 5067                  | Центр одноимённого уезда            | Город, районный центр в Пермском крае, Россия                 |
| Оханск       | 1894                  | Центр одноимённого уезда            | Город, районный центр в Пермском крае, Россия                 |
| Пермь        | 45 205                | Центр одноимённой губернии          | Город, центр Пермского края, Россия                           |
| Соликамск    | 4073                  | Центр одноимённого уезда            | Город, районный центр в Пермском крае, Россия                 |
| Чердынь      | 3658                  | Центр одноимённого уезда            | Город, районный центр в Пермском крае, Россия                 |
| Шадринск     | 11 678                | Центр одноимённого уезда            | Город, районный центр в Курганской области, Россия            |

### Подольская губерния
| город            | численность населения | статус в 1897 году                 | современный статус                                                       |
| ---------------- | --------------------- | ---------------------------------- | ------------------------------------------------------------------------ |
| Балта            | 23 363                | Центр одноимённого уезда           | Город, районный центр в Одесской области, Украина                        |
| Бар              | 9982                  | Заштатный город Могилёвского уезда | Город, районный центр в Винницкой области, Украина                       |
| Брацлав          | 7863                  | Центр одноимённого уезда           | Пгт в Винницкой области, Украина                                         |
| Вербовец         | 2311                  | Заштатный город Ушицкого уезда     | Село в Винницкой области, Украина                                        |
| Винница          | 30 563                | Центр одноимённого уезда           | Город, центр Винницкой области, Украина                                  |
| Гайсин           | 9374                  | Центр одноимённого уезда           | Город, районный центр в Винницкой области, Украина                       |
| Каменец-Подольск | 35 934                | Центр Подольской губернии          | Каменец-Подольский. Город, районный центр в Хмельницкой области, Украина |
| Летичев          | 7248                  | Центр одноимённого уезда           | Пгт, районный центр в Хмельницкой области, Украина                       |
| Литин            | 9420                  | Центр одноимённого уезда           | Пгт, районный центр в Винницкой области, Украина                         |
| Могилёв          | 22 315                | Центр Могилёвского уезда           | Могилёв-Подольский. Город, районный центр в Винницкой области, Украина   |
| Новая Ушица      | 6371                  | Центр Ушицкого уезда               | Пгт, районный центр в Хмельницкой области, Украина                       |
| Ольгополь        | 8134                  | Центр одноимённого уезда           | Село в Винницкой области, Украина                                        |
| Проскуров        | 22 855                | Центр одноимённого уезда           | Хмельницкий. Город, центр Хмельницкой области, Украина                   |
| Сальница         | 3699                  | Заштатный город Литинского уезда   | Село в Винницкой области, Украина                                        |
| Старая Ушица     | 4176                  | Заштатный город Ушицкого уезда     | Пгт, районный центр в Хмельницкой области, Украина                       |
| Хмельник         | 11 657                | Безуездный город Литинского уезда  | Город, районный центр в Винницкой области, Украина                       |
| Ямполь           | 6605                  | Центр одноимённого уезда           | Город, районный центр в Винницкой области, Украина                       |

### Полтавская губерния
| город           | численность населения | статус в 1897 году                   | современный статус                                             |
| --------------- | --------------------- | ------------------------------------ | -------------------------------------------------------------- |
| Гадяч           | 7721                  | Центр одноимённого уезда             | Город, районный центр в Полтавской области, Украина            |
| Глинск          | 3533                  | Заштатный город Роменского уезда     | Село в Сумской области, Украина                                |
| Градижск        | 9486                  | Заштатный город Кременчугского уезда | Пгт в Полтавской области, Украина                              |
| Зеньков         | 10 443                | Центр одноимённого уезда             | Город, районный центр в Полтавской области, Украина            |
| Золотоноша      | 8739                  | Центр одноимённого уезда             | Город, районный центр в Черкасской области, Украина            |
| Кобеляки        | 10 487                | Центр одноимённого уезда             | Город, районный центр в Полтавской области, Украина            |
| Константиноград | 6455                  | Центр одноимённого уезда             | Берестин. Город, районный центр в Харьковской области, Украина |
| Кременчуг       | 63 007                | Центр одноимённого уезда             | Город, районный центр в Полтавской области, Украина            |
| Лохвица         | 8911                  | Центр одноимённого уезда             | Город, районный центр в Полтавской области, Украина            |
| Лубны           | 10 097                | Центр одноимённого уезда             | Город, районный центр в Полтавской области, Украина            |
| Миргород        | 10 037                | Центр одноимённого уезда             | Город, районный центр в Полтавской области, Украина            |
| Переяслав       | 14 614                | Центр одноимённого уезда             | Город, районный центр в Киевской области, Украина              |
| Пирятин         | 8022                  | Центр одноимённого уезда             | Город, районный центр в Полтавской области, Украина            |
| Полтава         | 53 703                | Центр одноимённой губернии           | Город, центр Полтавской области, Украина                       |
| Прилуки         | 18 532                | Центр одноимённого уезда             | Город, районный центр в Черниговской области, Украина          |
| Ромны           | 22 510                | Центр одноимённого уезда             | Город, районный центр в Сумской области, Украина               |
| Хорол           | 7997                  | Центр одноимённого уезда             | Город, районный центр в Полтавской области, Украина            |

### Псковская губерния
| город        | численность населения | статус в 1897 году         | современный статус                                   |
| ------------ | --------------------- | -------------------------- | ---------------------------------------------------- |
| Великие Луки | 8466                  | Центр одноимённого уезда   | Город, районный центр в Псковской области, Россия    |
| Новоржев     | 2838                  | Центр одноимённого уезда   | Город, районный центр в Псковской области, Россия    |
| Опочка       | 5735                  | Центр одноимённого уезда   | Город, районный центр в Псковской области, Россия    |
| Остров       | 6268                  | Центр одноимённого уезда   | Город, районный центр в Псковской области, Россия    |
| Порхов       | 5551                  | Центр одноимённого уезда   | Город, районный центр в Псковской области, Россия    |
| Псков        | 30 478                | Центр одноимённой губернии | Город, центр Псковской области, Россия               |
| Торопец      | 7368                  | Центр одноимённого уезда   | Город, районный центр в Тверской области, Россия     |
| Холм         | 5894                  | Центр одноимённого уезда   | Город, районный центр в Новгородской области, Россия |

### Рязанская губерния
| город     | численность населения | статус в 1897 году         | современный статус                                                  |
| --------- | --------------------- | -------------------------- | ------------------------------------------------------------------- |
| Данков    | 9121                  | Центр одноимённого уезда   | Город, районный центр в Липецкой области, Россия                    |
| Егорьевск | 19 239                | Центр одноимённого уезда   | Город, районный центр в Московской области, Россия                  |
| Зарайск   | 8054                  | Центр одноимённого уезда   | Город, районный центр в Московской области, Россия                  |
| Касимов   | 13 547                | Центр одноимённого уезда   | Город, районный центр в Рязанской области, Россия                   |
| Михайлов  | 9162                  | Центр одноимённого уезда   | Город, районный центр в Рязанской области, Россия                   |
| Пронск    | 7907                  | Центр одноимённого уезда   | Пгт, районный центр в Рязанской области, Россия                     |
| Раненбург | 15 331                | Центр одноимённого уезда   | Чаплыгин. Город, районный центр в Липецкой области, Россия          |
| Рязань    | 46 122                | Центр одноимённой губернии | Город, центр Рязанской области, Россия                              |
| Ряжск     | 14 835                | Центр одноимённого уезда   | Город, районный центр в Рязанской области, Россия                   |
| Сапожок   | 8550                  | Центр одноимённого уезда   | Пгт, районный центр в Рязанской области, Россия                     |
| Скопин    | 13 247                | Центр одноимённого уезда   | Город, районный центр в Рязанской области, Россия                   |
| Спасск    | 4759                  | Центр одноимённого уезда   | Спасск-Рязанский. Город, районный центр в Рязанской области, Россия |

### Самарская губерния
| город      | численность населения | статус в 1897 году                    | современный статус                                           |
| ---------- | --------------------- | ------------------------------------- | ------------------------------------------------------------ |
| Бугульма   | 7581                  | Центр одноимённого уезда              | Город, районный центр в Татарстане, Россия                   |
| Бугуруслан | 12 109                | Центр одноимённого уезда              | Город, районный центр в Оренбургской области, Россия         |
| Бузулук    | 14 362                | Центр одноимённого уезда              | Город, районный центр в Оренбургской области, Россия         |
| Николаевск | 12 504                | Центр одноимённого уезда              | Пугачёв. Город, районный центр в Саратовской области, Россия |
| Новоузенск | 13 261                | Центр одноимённого уезда              | Город, районный центр в Саратовской области, Россия          |
| Самара     | 89 999                | Центр одноимённой губернии            | Город, центр Самарской области, Россия                       |
| Сергиевск  | 3057                  | Заштатный город Бугурусланского уезда | Село, районный центр в Самарской области, Россия             |
| Ставрополь | 5969                  | Центр одноимённого уезда              | Тольятти. Город, районный центр в Самарской области, Россия  |

### Санкт-Петербургская губерния
| город           | численность населения | статус в 1897 году                     | современный статус                                               |
| --------------- | --------------------- | -------------------------------------- | ---------------------------------------------------------------- |
| Гатчина         | 14 824                | Безуездный город Царскосельского уезда | Город, районный центр Ленинградской области, Россия              |
| Гдов            | 2106                  | Центр одноимённого уезда               | Город, районный центр в Псковской области, Россия                |
| Кронштадт       | 59 525                | Безуездный город Петергофского уезда   | Вошёл в состав Санкт-Петербурга                                  |
| Луга            | 5617                  | Центр одноимённого уезда               | Город, районный центр в Ленинградской области, Россия            |
| Нарва           | 16 599                | Безуездный город Ямбургского уезда     | Город в Эстонии                                                  |
| Новая Ладога    | 3927                  | Центр одноимённого уезда               | Город в Ленинградской области, Россия                            |
| Ораниенбаум     | 5458                  | Безуездный город Петергофского уезда   | Ломоносов. Вошёл в состав Санкт-Петербурга                       |
| Павловск        | 5113                  | Безуездный город Царскосельского уезда | Вошёл в состав Санкт-Петербурга                                  |
| Петергоф        | 11 316                | Центр одноимённого уезда               | Вошёл в состав Санкт-Петербурга                                  |
| Санкт-Петербург | 1 264 920             | Столица Российской империи             | Город федерального значения, Россия                              |
| Царское Село    | 22 480                | Центр одноимённого уезда               | Пушкин. Вошёл в состав Санкт-Петербурга                          |
| Шлиссельбург    | 5284                  | Центр одноимённого уезда               | Город в Ленинградской области, Россия                            |
| Ямбург          | 4584                  | Центр одноимённого уезда               | Кингисепп. Город, районный центр в Ленинградской области, Россия |

### Саратовская губерния
| город    | численность населения | статус в 1897 году         | современный статус                                    |
| -------- | --------------------- | -------------------------- | ----------------------------------------------------- |
| Аткарск  | 7300                  | Центр одноимённого уезда   | Город, районный центр в Саратовской области, Россия   |
| Балашов  | 10 309                | Центр одноимённого уезда   | Город, районный центр в Саратовской области, Россия   |
| Вольск   | 27 058                | Центр одноимённого уезда   | Город, районный центр в Саратовской области, Россия   |
| Камышин  | 16 264                | Центр одноимённого уезда   | Город, районный центр в Волгоградской области, Россия |
| Кузнецк  | 20 473                | Центр одноимённого уезда   | Город, районный центр в Пензенской области, Россия    |
| Петровск | 13 304                | Центр одноимённого уезда   | Город, районный центр в Саратовской области, Россия   |
| Саратов  | 137 147               | Центр одноимённой губернии | Город, центр Саратовской области, Россия              |
| Сердобск | 7381                  | Центр одноимённого уезда   | Город, районный центр в Пензенской области, Россия    |
| Хвалынск | 15 127                | Центр одноимённого уезда   | Город, районный центр в Саратовской области, Россия   |
| Царицын  | 55 186                | Центр одноимённого уезда   | Волгоград. Город, центр Волгоградской области, Россия |

### Симбирская губерния
| город    | численность населения | статус в 1897 году         | современный статус                                  |
| -------- | --------------------- | -------------------------- | --------------------------------------------------- |
| Алатырь  | 12 209                | Центр одноимённого уезда   | Город, районный центр в Чувашии, Россия             |
| Ардатов  | 4855                  | Центр одноимённого уезда   | Город, районный центр в Мордовии, Россия            |
| Буинск   | 4213                  | Центр одноимённого уезда   | Город, районный центр в Татарстане, Россия          |
| Карсун   | 3805                  | Центр одноимённого уезда   | Пгт, районный центр в Ульяновской области, Россия   |
| Курмыш   | 3166                  | Центр одноимённого уезда   | Село в Нижегородской области, Россия                |
| Сенгилей | 5734                  | Центр одноимённого уезда   | Город, районный центр в Ульяновской области, Россия |
| Симбирск | 41 684                | Центр одноимённой губернии | Ульяновск. Город, центр Ульяновской области, Россия |
| Сызрань  | 32 383                | Центр одноимённого уезда   | Город, районный центр в Самарской области, Россия   |

### Смоленская губерния
| город     | численность населения | статус в 1897 году         | современный статус                                          |
| --------- | --------------------- | -------------------------- | ----------------------------------------------------------- |
| Белый     | 6952                  | Центр одноимённого уезда   | Город, районный центр в Тверской области, Россия            |
| Вязьма    | 15 645                | Центр одноимённого уезда   | Город, районный центр в Смоленской области, Россия          |
| Гжатск    | 6324                  | Центр одноимённого уезда   | Гагарин. Город, районный центр в Смоленской области, Россия |
| Дорогобуж | 6486                  | Центр одноимённого уезда   | Город, районный центр в Смоленской области, Россия          |
| Духовщина | 3109                  | Центр одноимённого уезда   | Город, районный центр в Смоленской области, Россия          |
| Ельня     | 2441                  | Центр одноимённого уезда   | Город, районный центр в Смоленской области, Россия          |
| Красный   | 2753                  | Центр одноимённого уезда   | Пгт, районный центр в Смоленской области, Россия            |
| Поречье   | 5688                  | Центр одноимённого уезда   | Демидов. Город, районный центр в Смоленской области, Россия |
| Рославль  | 17 776                | Центр одноимённого уезда   | Город, районный центр в Смоленской области, Россия          |
| Смоленск  | 46 699                | Центр одноимённой губернии | Город, центр Смоленской области, Россия                     |
| Сычёвка   | 4773                  | Центр одноимённого уезда   | Город, районный центр в Смоленской области, Россия          |
| Юхнов     | 2249                  | Центр одноимённого уезда   | Город, районный центр в Калужской области, Россия           |

### Таврическая губерния
| город       | численность населения | статус в 1897 году                                 | современный статус                                                                                |
| ----------- | --------------------- | -------------------------------------------------- | ------------------------------------------------------------------------------------------------- |
| Алёшки      | 8999                  | Центр Днепровского уезда                           | Город, районный центр в Херсонской области, Украина                                               |
| Балаклава   | 1215                  | Безуездный город Севастопольского градоначальства  | Вошёл в состав города Севастополя                                                                 |
| Бахчисарай  | 12 959                | Безуездный город Симферопольского уезда            | Город, районный центр в Республике Крым, Россия / Автономной Республике Крым, Украина             |
| Бердянск    | 26 496                | Центр одноимённого уезда                           | Город, районный центр в Запорожской области, Украина                                              |
| Евпатория   | 17 913                | Центр одноимённого уезда                           | Город, районный центр в Республике Крым, Россия / Автономной Республике Крым, Украина             |
| Еникале     | 1438                  | Заштатный город Керчь-Еникальского градоначальства | Вошёл в состав города Керчь                                                                       |
| Карасубазар | 12 968                | Заштатный город Симферопольского уезда             | Белогорск. Город, районный центр в Республике Крым, Россия / Автономной Республике Крым, Украина  |
| Керчь       | 33 347                | Центр Керчь-Еникальского градоначальства           | Город республиканского подчинения в Республике Крым, Россия / Автономной Республике Крым, Украина |
| Мелитополь  | 15 489                | Центр одноимённого уезда                           | Город, районный центр в Запорожской области, Украина                                              |
| Ногайск     | 3963                  | Безуездный город Бердянского уезда                 | Приморск. Город, районный центр в Запорожской области, Украина                                    |
| Орехов      | 5996                  | Безуездный город Бердянского уезда                 | Город, районный центр в Запорожской области, Украина                                              |
| Перекоп     | 5279                  | Центр одноимённого уезда                           | Уничтожен в ходе Гражданской войны                                                                |
| Севастополь | 53 595                | Центр одноимённого градоначальства                 | Город федерального значения, Россия / Город со специальным статусом, Украина                      |
| Симферополь | 49 078                | Центр Таврической губернии                         | Город, центр Республики Крым, Россия / Автономной Республике Крым, Украина                        |
| Старый Крым | 3330                  | Безуездный город Феодосийского уезда               | Город в Республике Крым, Россия / Автономной Республике Крым, Украина                             |
| Феодосия    | 24 096                | Центр одноимённого уезда                           | Город республиканского подчинения в Республике Крым, Россия / Автономной Республике Крым, Украина |
| Ялта        | 13 155                | Центр одноимённого уезда                           | Город республиканского подчинения в Республике Крым, Россия / Автономной Республике Крым, Украина |

### Тамбовская губерния
| город        | численность населения | статус в 1897 году                  | современный статус                                            |
| ------------ | --------------------- | ----------------------------------- | ------------------------------------------------------------- |
| Борисоглебск | 22 309                | Центр одноимённого уезда            | Город областного подчинения в Воронежской области, Россия     |
| Елатьма      | 4578                  | Центр одноимённого уезда            | Пгт, районный центр в Рязанской области, Россия               |
| Кадом        | 6314                  | Заштатный город Темниковского уезда | Пгт, районный центр в Рязанской области, Россия               |
| Кирсанов     | 9331                  | Центр одноимённого уезда            | Город, районный центр в Тамбовской области, Россия            |
| Козлов       | 40 297                | Центр одноимённого уезда            | Мичуринск. Город, районный центр в Тамбовской области, Россия |
| Лебедянь     | 12 774                | Центр одноимённого уезда            | Город, районный центр в Липецкой области, Россия              |
| Липецк       | 20 524                | Центр одноимённого уезда            | Город, центр Липецкой области, Россия                         |
| Моршанск     | 26 458                | Центр одноимённого уезда            | Город, районный центр в Тамбовской области, Россия            |
| Спасск       | 6439                  | Центр одноимённого уезда            | Город, районный центр в Пензенской области, Россия            |
| Тамбов       | 48 015                | Центр одноимённой губернии          | Город, центр Тамбовской области, Россия                       |
| Темников     | 5399                  | Центр одноимённого уезда            | Город, районный центр в Мордовии, Россия                      |
| Усмань       | 9986                  | Центр одноимённого уезда            | Город, районный центр в Липецкой области, Россия              |
| Шацк         | 13 840                | Центр одноимённого уезда            | Город, районный центр в Рязанской области, Россия             |

### Тверская губерния
| город          | численность населения | статус в 1897 году                  | современный статус                               |
| -------------- | --------------------- | ----------------------------------- | ------------------------------------------------ |
| Бежецк         | 9450                  | Центр одноимённого уезда            | Город, районный центр в Тверской области, Россия |
| Весьегонск     | 3457                  | Центр одноимённого уезда            | Город, районный центр в Тверской области, Россия |
| Вышний Волочёк | 16 612                | Центр одноимённого уезда            | Город, районный центр в Тверской области, Россия |
| Зубцов         | 2992                  | Центр одноимённого уезда            | Город, районный центр в Тверской области, Россия |
| Калязин        | 5496                  | Центр одноимённого уезда            | Город, районный центр в Тверской области, Россия |
| Кашин          | 7544                  | Центр одноимённого уезда            | Город, районный центр в Тверской области, Россия |
| Корчева        | 2384                  | Центр одноимённого уезда            | Затоплен водами Иваньковского водохранилища      |
| Красный Холм   | 2514                  | Заштатный город Весьегонского уезда | Город, районный центр в Тверской области, Россия |
| Осташков       | 10 445                | Центр одноимённого уезда            | Город, районный центр в Тверской области, Россия |
| Ржев           | 21 265                | Центр одноимённого уезда            | Город, районный центр в Тверской области, Россия |
| Старица        | 6368                  | Центр одноимённого уезда            | Город, районный центр в Тверской области, Россия |
| Тверь          | 53 544                | Центр одноимённой губернии          | Город, центр Тверской области, Россия            |
| Торжок         | 12 698                | Центр Новоторжского уезда           | Город, районный центр в Тверской области, Россия |

### Тульская губерния
| город      | численность населения | статус в 1897 году         | современный статус                                 |
| ---------- | --------------------- | -------------------------- | -------------------------------------------------- |
| Алексин    | 3465                  | Центр одноимённого уезда   | Город, районный центр в Тульской области, Россия   |
| Белёв      | 9562                  | Центр одноимённого уезда   | Город, районный центр в Тульской области, Россия   |
| Богородицк | 4768                  | Центр одноимённого уезда   | Город, районный центр в Тульской области, Россия   |
| Венёв      | 5167                  | Центр одноимённого уезда   | Город, районный центр в Тульской области, Россия   |
| Епифань    | 4174                  | Центр одноимённого уезда   | Посёлок в Тульской области, Россия                 |
| Ефремов    | 9038                  | Центр одноимённого уезда   | Город, районный центр в Тульской области, Россия   |
| Кашира     | 4038                  | Центр одноимённого уезда   | Город, районный центр в Московской области, Россия |
| Крапивна   | 6146                  | Центр одноимённого уезда   | Село в Тульской области, Россия                    |
| Новосиль   | 2912                  | Центр одноимённого уезда   | Город, районный центр в Орловской области, Россия  |
| Одоев      | 4317                  | Центр одноимённого уезда   | Пгт, районный центр в Тульской области, Россия     |
| Тула       | 114 733               | Центр одноимённой губернии | Город, центр Тульской области, Россия              |
| Чернь      | 3660                  | Центр одноимённого уезда   | Пгт, районный центр в Тульской области, Россия     |

### Уфимская губерния
| город       | численность населения | статус в 1897 году         | современный статус                                        |
| ----------- | --------------------- | -------------------------- | --------------------------------------------------------- |
| Белебей     | 5835                  | Центр одноимённого уезда   | Город, районный центр в Башкирии, Россия                  |
| Бирск       | 8589                  | Центр одноимённого уезда   | Город, районный центр в Башкирии, Россия                  |
| Златоуст    | 20 502                | Центр одноимённого уезда   | Город областного подчинения в Челябинской области, Россия |
| Мензелинск  | 7552                  | Центр одноимённого уезда   | Город, районный центр в Татарстане, Россия                |
| Стерлитамак | 15 550                | Центр одноимённого уезда   | Город, районный центр в Башкирии, Россия                  |
| Уфа         | 49 275                | Центр одноимённой губернии | Город, центр Республики Башкортостан, Россия              |

### Харьковская губерния
| город       | численность населения | статус в 1897 году                    | современный статус                                   |
| ----------- | --------------------- | ------------------------------------- | ---------------------------------------------------- |
| Ахтырка     | 23 399                | Центр одноимённого уезда              | Город, районный центр в Сумской области, Украина     |
| Белополье   | 15 215                | Безуездный город Сумского уезда       | Город, районный центр в Сумской области, Украина     |
| Богодухов   | 11 752                | Центр одноимённого уезда              | Город, районный центр в Харьковской области, Украина |
| Валки       | 7938                  | Центр одноимённого уезда              | Город, районный центр в Харьковской области, Украина |
| Волчанск    | 11 020                | Центр одноимённого уезда              | Город, районный центр в Харьковской области, Украина |
| Змиёв       | 4673                  | Центр одноимённого уезда              | Город, районный центр в Харьковской области, Украина |
| Золочев     | 6573                  | Безуездный город Харьковского уезда   | Пгт, районный центр в Харьковской области, Украина   |
| Изюм        | 13 108                | Центр одноимённого уезда              | Город, районный центр в Харьковской области, Украина |
| Краснокутск | 6860                  | Безуездный город Богодуховского уезда | Пгт, районный центр в Харьковской области, Украина   |
| Купянск     | 6893                  | Центр одноимённого уезда              | Город, районный центр в Харьковской области, Украина |
| Лебедин     | 14 301                | Центр одноимённого уезда              | Город, районный центр в Сумской области, Украина     |
| Недригайлов | 5873                  | Безуездный город Лебединского уезда   | Пгт, районный центр в Сумской области, Украина       |
| Славянск    | 15 792                | Безуездный город Изюмского уезда      | Город, районный центр в Донецкой области, Украина    |
| Старобельск | 9801                  | Центр одноимённого уезда              | Город, районный центр в Луганской области, Украина   |
| Сумы        | 27 564                | Центр одноимённого уезда              | Город, центр Сумской области, Украина                |
| Харьков     | 173 989               | Центр одноимённой губернии            | Город, центр Харьковской области, Украина            |
| Чугуев      | 12 592                | Безуездный город Змиевского уезда     | Город, районный центр в Харьковской области, Украина |

### Херсонская губерния
| город                          | численность населения | статус в 1897 году                       | современный статус                                                |
| ------------------------------ | --------------------- | ---------------------------------------- | ----------------------------------------------------------------- |
| Александрия                    | 14 007                | Центр одноимённого уезда                 | Город, районный центр в Кировоградской области, Украина           |
| Ананьев                        | 16 684                | Центр одноимённого уезда                 | Город, районный центр в Одесской области, Украина                 |
| Березовка (Ново-Александровка) | 6 154                 | Безуездный город Ананьевского уезда      | Город, районный центр в Одесской области, Украина                 |
| Берислав                       | 12 149                | Безуездный город Херсонского уезда       | Город, районный центр в Херсонской области, Украина               |
| Бобринец                       | 14 281                | Безуездный город Елисаветградского уезда | Город, районный центр в Кировоградской области, Украина           |
| Вознесенск                     | 15 748                | Безуездный город Елисаветградского уезда | Город, районный центр в Николаевской области, Украина             |
| Григориополь                   | 7605                  | Безуездный город Тираспольского уезда    | Город, районный центр в Приднестровье                             |
| Дубоссары                      | 12 089                | Безуездный город Тираспольского уезда    | Город, районный центр в Приднестровье                             |
| Елисаветград                   | 61 488                | Центр одноимённого уезда                 | Кропивницкий. Город, центр в Кировоградской области, Украина      |
| Маяки                          | 4575                  | Безуездный город Одесского уезда         | Село в Одесской области, Украина                                  |
| Николаев                       | 92 012                | Центр одноимённого градоначальства       | Город, центр Николаевской области, Украина                        |
| Новогеоргиевск                 | 11 594                | Безуездный город Александрийского уезда  | Затоплен водами Кременчугского водохранилища                      |
| Новомиргород                   | 9364                  | Безуездный город Елисаветградского уезда | Город, районный центр в Кировоградской области, Украина           |
| Овидиополь                     | 5187                  | Заштатный город Одесского уезда          | Пгт, районный центр в Одесской области, Украина                   |
| Одесса                         | 403 815               | Центр одноимённого градоначальства       | Город, центр Одесской области, Украина                            |
| Ольвиополь                     | 6884                  | Безуездный город Елисаветградского уезда | Первомайск. Город, районный центр в Николаевской области, Украина |
| Очаков                         | 10 786                | Заштатный город Одесского уезда          | Город, районный центр в Николаевской области, Украина             |
| Тирасполь                      | 31 616                | Центр одноимённого уезда                 | Город, центр Приднестровья, Молдова                               |
| Херсон                         | 59 076                | Центр одноимённой губернии               | Город, центр Херсонской области, Украина                          |

### Черниговская губерния
| город            | численность населения | статус в 1897 году                     | современный статус                                                        |
| ---------------- | --------------------- | -------------------------------------- | ------------------------------------------------------------------------- |
| Березна          | 9922                  | Безуездный город Черниговского уезда   | Пгт в Черниговской области, Украина                                       |
| Борзна           | 12 526                | Центр одноимённого уезда               | Город, районный центр в Черниговской области, Украина                     |
| Глухов           | 14 828                | Центр одноимённого уезда               | Город, районный центр в Сумской области, Украина                          |
| Городня          | 4310                  | Центр одноимённого уезда               | Город, районный центр в Черниговской области, Украина                     |
| Козелец          | 5141                  | Центр одноимённого уезда               | Пгт, районный центр в Черниговской области, Украина                       |
| Конотоп          | 18 770                | Центр одноимённого уезда               | Город, районный центр в Сумской области, Украина                          |
| Короп            | 6262                  | Безуездный город Кролевецкого уезда    | Пгт в Черниговской области, Украина                                       |
| Кролевец         | 10 384                | Центр одноимённого уезда               | Город, районный центр в Сумской области, Украина                          |
| Мглин            | 7640                  | Центр одноимённого уезда               | Город, районный центр в Брянской области, Россия                          |
| Нежин            | 32 113                | Центр одноимённого уезда               | Город, районный центр в Черниговской области, Украина                     |
| Новгород-Северск | 9182                  | Центр одноимённого уезда               | Новгород-Северский. Город, районный центр в Черниговской области, Украина |
| Новое Место      | 1488                  | Безуездный город Новозыбковского уезда | Село в Брянской области, Россия                                           |
| Новозыбков       | 15 362                | Центр одноимённого уезда               | Город, районный центр в Брянской области, Россия                          |
| Остёр            | 5370                  | Центр одноимённого уезда               | Город в Черниговской области, Украина                                     |
| Погар            | 4965                  | Безуездный город Стародубского уезда   | Пгт, районный центр в Брянской области, Россия                            |
| Сосница          | 7087                  | Центр одноимённого уезда               | Пгт, районный центр в Черниговской области, Украина                       |
| Стародуб         | 12 381                | Центр одноимённого уезда               | Город, районный центр в Брянской области, Россия                          |
| Сураж            | 4006                  | Центр одноимённого уезда               | Город, районный центр в Брянской области, Россия                          |
| Чернигов         | 27 716                | Центр одноимённой губернии             | Город, центр Черниговской области, Украина                                |

### Эстляндская губерния
| город           | численность населения | статус в 1897 году                 | современный статус                       |
| --------------- | --------------------- | ---------------------------------- | ---------------------------------------- |
| Балтийский порт | 900                   | Безуездный город Ревельского уезда | Палдиски. Город в Эстонии                |
| Везенберг       | 5890                  | Центр одноимённого уезда           | Раквере. Город, уездный центр в Эстонии  |
| Вейсенштейн     | 2507                  | Центр одноимённого уезда           | Пайде. Город, уездный центр в Эстонии    |
| Гапсаль         | 3212                  | Центр одноимённого уезда           | Хаапсалу. Город, уездный центр в Эстонии |
| Ревель          | 64 572                | Центр Эстляндской губернии         | Таллин. Город, столица Эстонии           |

### Ярославская губерния
| город                 | численность населения | статус в 1897 году                 | современный статус                                          |
| --------------------- | --------------------- | ---------------------------------- | ----------------------------------------------------------- |
| Данилов               | 4286                  | Центр одноимённого уезда           | Город, районный центр в Ярославской области, Россия         |
| Любим                 | 3000                  | Центр одноимённого уезда           | Город, районный центр в Ярославской области, Россия         |
| Молога                | 4253                  | Центр одноимённого уезда           | Затоплен водами Рыбинского водохранилища                    |
| Мышкин                | 2232                  | Центр одноимённого уезда           | Город, районный центр в Ярославской области, Россия         |
| Петровск              | 1505                  | Безуездный город Ростовского уезда | Петровское. Пгт в Ярославской области, Россия               |
| Пошехонье             | 4033                  | Центр одноимённого уезда           | Город, районный центр в Ярославской области, Россия         |
| Романово-Борисоглебск | 6682                  | Центр одноимённого уезда           | Тутаев. Город, районный центр в Ярославской области, Россия |
| Ростов                | 13 715                | Центр одноимённого уезда           | Город, районный центр в Ярославской области, Россия         |
| Рыбинск               | 25 290                | Центр одноимённого уезда           | Город, районный центр в Ярославской области, Россия         |
| Углич                 | 9698                  | Центр одноимённого уезда           | Город, районный центр в Ярославской области, Россия         |
| Ярославль             | 71 616                | Центр одноимённой губернии         | Город, центр Ярославской области, Россия                    |

## Привислинские губернии

### Варшавская губерния
| город        | численность населения | статус в 1897 году                   | современный статус                                           |
| ------------ | --------------------- | ------------------------------------ | ------------------------------------------------------------ |
| Блоне        | 2974                  | Центр одноимённого уезда             | Город в Мазовецком воеводстве Польши                         |
| Брест-Куявск | 2744                  | Безуездный город Влоцлавского уезда  | Бжесць-Куявский. Город в Куявско-Поморском воеводстве Польши |
| Варка        | 4274                  | Заштатный город Гроецского уезда     | Город в Мазовецком воеводстве Польши                         |
| Варшава      | 683692                | Центр одноимённой губернии           | Город, столица Польши и центр Мазовецкого воеводства Польши  |
| Влоцлавск    | 22907                 | Центр одноимённого уезда             | Влоцлавек. Город в Куявско-Поморском воеводстве Польши       |
| Гомбин       | 5137                  | Безуездный город Гостынинского уезда | Город в Мазовецком воеводстве Польши                         |
| Гостынин     | 6747                  | Центр одноимённого уезда             | Город в Мазовецком воеводстве Польши                         |
| Гройцы       | 6028                  | Центр одноимённого уезда             | Груец. Город в Мазовецком воеводстве Польши                  |
| Закрочим     | 4518                  | Безуездный город Плонского уезда     | Город в Мазовецком воеводстве Польши                         |
| Калушин      | 8737                  | Безуездный город Новоминского уезда  | Город в Мазовецком воеводстве Польши                         |
| Кутно        | 11250                 | Центр одноимённого уезда             | Город в Лодзинском воеводстве Польши                         |
| Лович        | 12368                 | Центр одноимённого уезда             | Город в Лодзинском воеводстве Польши                         |
| Мщонов       | 5124                  | Безуездный город Блонского уезда     | Мщонув. Город в Мазовецком воеводстве Польши                 |
| Насельск     | 4693                  | Безуездный город Пултуского уезда    | Город в Мазовецком воеводстве Польши                         |
| Нешава       | 2639                  | Центр одноимённого уезда             | Город в Куявско-Поморском воеводстве Польши                  |
| Ново-Минск   | 9286                  | Центр одноимённого уезда             | Миньск-Мазовецки. Город в Мазовецком воеводстве Польши       |
| Новый Двор   | 7302                  | Безуездный город Варшавского уезда   | Новы-Двур-Мазовецки. Город в Мазовецком воеводстве Польши    |
| Плонск       | 7900                  | Центр одноимённого уезда             | Плоньск. Город в Мазовецком воеводстве Польши                |
| Пултуск      | 15968                 | Центр одноимённого уезда             | Город в Мазовецком воеводстве Польши                         |
| Радимин      | 4172                  | Центр одноимённого уезда             | Радзымин. Город в Мазовецком воеводстве Польши               |
| Скерневицы   | 10745                 | Центр одноимённого уезда             | Скерневице. Город в Лодзинском воеводстве Польши             |
| Сохачев      | 6038                  | Центр одноимённого уезда             | Город в Мазовецком воеводстве Польши                         |

### Калишская губерния
| город         | численность населения | статус в 1897 году                 | современный статус                                  |
| ------------- | --------------------- | ---------------------------------- | --------------------------------------------------- |
| Блашки        | 3995                  | Безуездный город Калишского уезда  | Город в Лодзинском воеводстве Польши                |
| Варта         | 3418                  | Безуездный город Серадзского уезда | Город в Лодзинском воеводстве Польши                |
| Велюнь        | 7850                  | Центр одноимённого уезда           | Город в Лодзинском воеводстве Польши                |
| Домбе         | 3149                  | Безуездный город Кольского уезда   | Город в Великопольском воеводстве Польши            |
| Здунская Воля | 15910                 | Безуездный город Серадзского уезда | Здуньска-Воля. Город в Лодзинском воеводстве Польши |
| Калиш         | 24418                 | Центр одноимённой губернии         | Город в Великопольском воеводстве Польши            |
| Коло          | 9359                  | Центр одноимённого уезда           | Город в Великопольском воеводстве Польши            |
| Конин         | 8522                  | Центр одноимённого уезда           | Город в Великопольском воеводстве Польши            |
| Ленчица       | 8863                  | Центр одноимённого уезда           | Город в Лодзинском воеводстве Польши                |
| Озюрков       | 11533                 | Безуездный город Ленчицкого уезда  | Озоркув. Город в Лодзинском воеводстве Польши       |
| Серадз        | 7005                  | Центр одноимённого уезда           | Город в Лодзинском воеводстве Польши                |
| Слупцы        | 3852                  | Центр одноимённого уезда           | Слупца. Город в Великопольском воеводстве Польши    |
| Турек         | 8118                  | Центр одноимённого уезда           | Город в Великопольском воеводстве Польши            |

### Келецкая губерния[2]
| город     | численность населения | статус в 1897 году                 | современный статус                               |
| --------- | --------------------- | ---------------------------------- | ------------------------------------------------ |
| Дзялошице | 4606                  | Безуездный город Пинчовского уезда | Город в Свентокшиском воеводстве Польши          |
| Кельцы    | 23178                 | Центр одноимённой губернии         | Город, центр Свентокшиского воеводства Польши    |
| Мехов     | 4175                  | Центр одноимённого уезда           | Мехув. Город в Малопольском воеводстве Польши    |
| Олькуш    | 3441                  | Центр одноимённого уезда           | Город в Малопольском воеводстве Польши           |
| Пинчов    | 9075                  | Центр одноимённого уезда           | Пиньчув. Город в Свентокшиском воеводстве Польши |
| Хенцины   | 6178                  | Безуездный город Келецкого уезда   | Город в Свентокшиском воеводстве Польши          |
| Хмельник  | 6888                  | Безуездный город Стопницкого уезда | Город в Свентокшиском воеводстве Польши          |

### Ломжинская губерния[3]
| город      | численность населения | статус в 1897 году                 | современный статус                                     |
| ---------- | --------------------- | ---------------------------------- | ------------------------------------------------------ |
| Кольно     | 4891                  | Центр одноимённого уезда           | Город в Подляском воеводстве Польши                    |
| Ломжа      | 26093                 | Центр одноимённой губернии         | Город в Подляском воеводстве Польши                    |
| Маков      | 7206                  | Центр одноимённого уезда           | Макув-Мазовецки. Город в Мазовецком воеводстве Польши  |
| Остров     | 10471                 | Центр одноимённого уезда           | Острув-Мазовецка. Город в Мазовецком воеводстве Польши |
| Остроленка | 12949                 | Центр одноимённого уезда           | Город в Мазовецком воеводстве Польши                   |
| Тыкоцын    | 4212                  | Безуездный город Мазовецкого уезда | Тыкоцин. Город в Подляском воеводстве Польши           |
| Щучин      | 5756                  | Центр одноимённого уезда           | Город в Подляском воеводстве Польши                    |

### Люблинская губерния[4]
| город      | численность населения | статус в 1897 году                   | современный статус                                      |
| ---------- | --------------------- | ------------------------------------ | ------------------------------------------------------- |
| Белгорай   | 5846                  | Центр одноимённого уезда             | Билгорай. Город в Люблинском воеводстве Польши          |
| Грубешов   | 10639                 | Центр одноимённого уезда             | Город в Люблинском воеводстве Польши                    |
| Дубенка    | 4799                  | Безуездный город Грубешовского уезда | Село (до 1939 город) в Люблинском воеводстве Польши     |
| Замостье   | 14705                 | Центр одноимённого уезда             | Замосць. Город в Люблинском воеводстве Польши           |
| Красник    | 8257                  | Безуездный город Яновского уезда     | Город в Люблинском воеводстве Польши                    |
| Красностав | 9846                  | Центр одноимённого уезда             | Красныстав. Город в Люблинском воеводстве Польши        |
| Ленчна     | 3767                  | Безуездный город Любартовского уезда | Город в Люблинском воеводстве Польши                    |
| Любартов   | 5237                  | Центр одноимённого уезда             | Любартув. Город в Люблинском воеводстве Польши          |
| Люблин     | 50385                 | Центр одноимённой губернии           | Город, центр Люблинского воеводства Польши              |
| Томашов    | 6233                  | Центр одноимённого уезда             | Томашув-Любельски. Город в Люблинском воеводстве Польши |
| Холм       | 18452                 | Центр одноимённого уезда             | Хелм. Город в Люблинском воеводстве Польши              |
| Щебрешин   | 6122                  | Безуездный город Замостского уезда   | Щебжешин. Город в Люблинском воеводстве Польши          |
| Янов       | 7919                  | Центр одноимённого уезда             | Янув-Любельский. Город в Люблинском воеводстве Польши   |

### Петроковская губерния
| город       | численность населения | статус в 1897 году                 | современный статус                                          |
| ----------- | --------------------- | ---------------------------------- | ----------------------------------------------------------- |
| Бендин      | 23757                 | Центр одноимённого уезда           | Бендзин. Город в Силезском воеводстве Польши                |
| Брезины     | 7648                  | Центр одноимённого уезда           | Бжезины. Город в Лодзинском воеводстве Польши               |
| Згерж       | 19108                 | Безуездный город Лодзинского уезда | Згеж. Город в Лодзинском воеводстве Польши                  |
| Ласк        | 4229                  | Центр одноимённого уезда           | Город в Лодзинском воеводстве Польши                        |
| Лодзь       | 314020                | Центр одноимённого уезда           | Город, центр Лодзинского воеводства Польши                  |
| Новорадомск | 12392                 | Центр одноимённого уезда           | Радомско. Город в Лодзинском воеводстве Польши              |
| Пабиянице   | 26765                 | Безуездный город Лаского уезда     | Пабьянице. Город в Лодзинском воеводстве Польши             |
| Петроков    | 31182                 | Центр одноимённой губернии         | Пётркув-Трыбунальский. Город в Лодзинском воеводстве Польши |
| Рава        | 6412                  | Центр одноимённого уезда           | Рава-Мазовецкая. Город в Лодзинском воеводстве Польши       |
| Томашев     | 21005                 | Безуездный город Брезинского уезда | Томашув-Мазовецкий. Город в Лодзинском воеводстве Польши    |
| Ченстохов   | 45045                 | Центр одноимённого уезда           | Ченстохова. Город в Силезском воеводстве Польши             |

### Плоцкая губерния
| город    | численность населения | статус в 1897 году                 | современный статус                                              |
| -------- | --------------------- | ---------------------------------- | --------------------------------------------------------------- |
| Вышегрод | 4160                  | Безуездный город Плоцкого уезда    | Вышогруд. Город в Мазовецком воеводстве Польши                  |
| Добржин  | 2485                  | Безуездный город Липновского уезда | Добжинь-над-Вислой. Город в Куявско-Поморском воеводстве Польши |
| Липно    | 6807                  | Центр одноимённого уезда           | Город в Куявско-Поморском воеводстве Польши                     |
| Млава    | 13440                 | Центр одноимённого уезда           | Город в Мазовецком воеводстве Польши                            |
| Плоцк    | 26966                 | Центр одноимённой губернии         | Город в Мазовецком воеводстве Польши                            |
| Прасныш  | 9128                  | Центр одноимённого уезда           | Пшасныш Город в Мазовецком воеводстве Польши                    |
| Рыпин    | 5961                  | Центр одноимённого уезда           | Город в Куявско-Поморском воеводстве Польши                     |
| Серпец   | 8634                  | Центр одноимённого уезда           | Серпц. Город в Мазовецком воеводстве Польши                     |
| Цеханов  | 10656                 | Центр одноимённого уезда           | Цеханув. Город в Мазовецком воеводстве Польши                   |

### Радомская губерния[5]
| город     | численность населения | статус в 1897 году                   | современный статус                                              |
| --------- | --------------------- | ------------------------------------ | --------------------------------------------------------------- |
| Козеницы  | 6882                  | Центр одноимённого уезда             | Козенице. Город в Мазовецком воеводстве Польши                  |
| Конск     | 8130                  | Центр одноимённого уезда             | Коньске. Город в Свентокшиском воеводстве Польши                |
| Опатов    | 6603                  | Центр одноимённого уезда             | Опатув. Город в Свентокшиском воеводстве Польши                 |
| Опочно    | 6079                  | Центр одноимённого уезда             | Город в Лодзинском воеводстве Польши                            |
| Островец  | 9768                  | Безуездный город Опатовского уезда   | Островец-Свентокшиский. Город в Свентокшиском воеводстве Польши |
| Пржедборж | 5927                  | Безуездный город Конского уезда      | Пшедбуж. Город в Лодзинском воеводстве Польши                   |
| Радом     | 29896                 | Центр одноимённой губернии           | Город в Мазовецком воеводстве Польши                            |
| Сандомир  | 6556                  | Центр одноимённого уезда             | Город в Свентокшиском воеводстве Польши                         |
| Сташев    | 8724                  | Безуездный город Сандомирского уезда | Сташув. Город в Свентокшиском воеводстве Польши                 |
| Шидловец  | 7435                  | Безуездный город Конского уезда      | Город в Мазовецком воеводстве Польши                            |

### Седлецкая губерния[6]
| город     | численность населения | статус в 1897 году                   | современный статус                                       |
| --------- | --------------------- | ------------------------------------ | -------------------------------------------------------- |
| Бела      | 13090                 | Центр одноимённого уезда             | Бяла-Подляска. Город в Люблинском воеводстве Польши      |
| Венгров   | 8268                  | Центр одноимённого уезда             | Венгрув. Город в Мазовецком воеводстве Польши            |
| Влодава   | 6673                  | Центр одноимённого уезда             | Город в Люблинском воеводстве Польши                     |
| Гарволин  | 5341                  | Центр одноимённого уезда             | город в Мазовецком воеводстве Польши                     |
| Желехов   | 7140                  | Безуездный город Гарволинского уезда | Желехув. Город в Мазовецком воеводстве Польши            |
| Луков     | 9363                  | Центр одноимённого уезда             | Лукув. Город в Люблинском воеводстве Польши              |
| Межиречье | 13760                 | Безуездный город Радинского уезда    | Мендзыжец-Подляски. Город в Люблинском воеводстве Польши |
| Парчев    | 6660                  | Безуездный город Влодавского уезда   | Город в Люблинском воеводстве Польши                     |
| Радин     | 5937                  | Центр одноимённого уезда             | Радзынь-Подляский. Город в Люблинском воеводстве Польши  |
| Седлец    | 26234                 | Центр одноимённой губернии           | Седльце. Город в Мазовецком воеводстве Польши            |
| Соколов   | 7265                  | Центр одноимённого уезда             | Соколув-Подляски. Город в Мазовецком воеводстве Польши   |
| Тересполь | 4107                  | Безуездный город Бельского уезда     | Город в Люблинском воеводстве Польши                     |

### Сувалкская губерния
| город       | численность населения | статус в 1897 году                     | современный статус                                      |
| ----------- | --------------------- | -------------------------------------- | ------------------------------------------------------- |
| Августов    | 12743                 | Центр одноимённого уезда               | Город в Подляском воеводстве Польши                     |
| Вержболово  | 3293                  | Безуездный город Волковышского уезда   | Вирбалис. Город в Мариямпольском уезде Литвы            |
| Владиславов | 4595                  | Центр одноимённого уезда               | Кудиркос-Науместис. Город в Мариямпольском уезде Литвы. |
| Волковышки  | 5788                  | Центр одноимённого уезда               | Вилкавишкис. Город в Мариямпольском уезде Литвы         |
| Кальвария   | 9378                  | Центр одноимённого уезда               | Калвария. Город в Мариямпольском уезде Литвы.           |
| Мариамполь  | 6737                  | Центр одноимённого уезда               | Мариямполе. Город, центр Мариямпольского уезда Литвы.   |
| Прены       | 2477                  | Безуездный город Мариампольского уезда | Пренай. Город в Каунасском уезде Литвы.                 |
| Сейны       | 3778                  | Центр одноимённого уезда               | Город в Подляском воеводстве Польши                     |
| Сувалки     | 22648                 | Центр одноимённой губернии             | Город в Подляском воеводстве Польши                     |
| Шаки        | 2211                  | Заштатный город Владиславовского уезда | Шакяй. Город в Мариямпольском уезде Литвы               |

## Кавказ

### Бакинская губерния
| город     | численность населения | статус в 1897 году         | современный статус                               |
| --------- | --------------------- | -------------------------- | ------------------------------------------------ |
| Баку      | 111 904               | Центр одноимённой губернии | Город, столица Азербайджана                      |
| Куба      | 15 363                | Центр одноимённого уезда   | Город, районный центр в Азербайджане             |
| Ленкорань | 8733                  | Центр одноимённого уезда   | Город республиканского подчинения в Азербайджане |
| Шемаха    | 20 007                | Центр одноимённого уезда   | Город, районный центр в Азербайджане             |

### Дагестанская область
| город          | численность населения | статус в 1897 году                            | современный статус                                  |
| -------------- | --------------------- | --------------------------------------------- | --------------------------------------------------- |
| Дербент        | 14 649                | Заштатный город Кайтаго-Табасаранского округа | Город, районный центр в Дагестане, Россия           |
| Петровск       | 9753                  | Безуездный город Темир-Хан-Шуринского округа  | Махачкала. Город, центр Республики Дагестан, Россия |
| Темир-Хан-Шура | 9214                  | Центр Дагестанской области                    | Буйнакск. Город, районный центр в Дагестане, Россия |

### Елисаветпольская губерния
| город        | численность населения | статус в 1897 году         | современный статус                                       |
| ------------ | --------------------- | -------------------------- | -------------------------------------------------------- |
| Елисаветполь | 33 625                | Центр одноимённой губернии | Гянджа. Город республиканского подчинения в Азербайджане |
| Нуха         | 24 734                | Центр одноимённого уезда   | Шеки. Город республиканского подчинения в Азербайджане   |
| Шуша         | 25 881                | Центр одноимённого уезда   | Город, районный центр в Азербайджане                     |

### Карская область
| город | численность населения | статус в 1897 году        | современный статус            |
| ----- | --------------------- | ------------------------- | ----------------------------- |
| Карс  | 20 805                | Центр одноимённой области | Город, центр ила Карс, Турция |

### Кубанская область
| город        | численность населения | статус в 1897 году                  | современный статус                                     |
| ------------ | --------------------- | ----------------------------------- | ------------------------------------------------------ |
| Анапа        | 6944                  | Безуездный город Темрюкского отдела | Город краевого подчинения в Краснодарском крае, Россия |
| Ейск         | 35 414                | Заштатный город Ейского отдела      | Город, районный центр в Краснодарском крае, Россия     |
| Екатеринодар | 65 606                | Центр Кубанской области             | Краснодар. Город, центр Краснодарского края, Россия    |
| Майкоп       | 34 327                | Центр одноимённого отдела           | Город, центр Республики Адыгея, Россия                 |
| Темрюк       | 14 734                | Заштатный город Темрюкского отдела  | Город, районный центр в Краснодарском крае, Россия     |

### Кутаисская губерния
| город      | численность населения | статус в 1897 году                 | современный статус                              |
| ---------- | --------------------- | ---------------------------------- | ----------------------------------------------- |
| Батум      | 28 508                | Центр одноимённого округа          | Батуми. Город, центр Республики Аджария, Грузия |
| Кутаис     | 32 476                | Центр одноимённой губернии         | Кутаиси. Город, краевой центр в Грузии          |
| Озургеты   | 4710                  | Центр одноимённого уезда           | Озургети. Город, краевой центр в Грузии         |
| Поти       | 7346                  | Заштатный город Сенакского уезда   | Город краевого подчинения в Грузии              |
| Редут-Кале | 780                   | Безуездный город Зугдидского уезда | Кулеви. Село в Грузии                           |
| Сухум      | 7998                  | Центр одноимённого округа          | Город, столица Абхазии                          |

### Ставропольская губерния
| город        | численность населения | статус в 1897 году                        | современный статус                                              |
| ------------ | --------------------- | ----------------------------------------- | --------------------------------------------------------------- |
| Святой Крест | 6583                  | Безуездный город Новогригорьевского уезда | Будённовск. Город, районный центр в Ставропольском крае, Россия |
| Ставрополь   | 41 590                | Центр одноимённой губернии                | Город, центр Ставропольского края, Россия                       |

### Терская область
| город       | численность населения | статус в 1897 году                   | современный статус                                      |
| ----------- | --------------------- | ------------------------------------ | ------------------------------------------------------- |
| Владикавказ | 43 740                | Центр Терской области                | Город, центр Республики Северная Осетия, Россия         |
| Георгиевск  | 12 115                | Безуездный город Пятигорского округа | Город, районный центр в Ставропольском крае, Россия     |
| Грозный     | 15 564                | Центр одноимённого округа            | Город, центр Чеченской Республики, Россия               |
| Кизляр      | 7282                  | Центр одноимённого отдела            | Город, районный центр в Дагестане, Россия               |
| Моздок      | 9330                  | Заштатный город Пятигорского округа  | Город, районный центр в Северной Осетии, Россия         |
| Пятигорск   | 18 440                | Центр одноимённого округа            | Город краевого подчинения в Ставропольском крае, Россия |

### Тифлисская губерния
| город      | численность населения | статус в 1897 году         | современный статус                      |
| ---------- | --------------------- | -------------------------- | --------------------------------------- |
| Ахалкалаки | 5440                  | Центр одноимённого уезда   | Город, районный центр в Грузии          |
| Ахалцих    | 15 357                | Центр одноимённого уезда   | Ахалцихе. Город, краевой центр в Грузии |
| Гори       | 10 269                | Центр одноимённого уезда   | Город, краевой центр в Грузии           |
| Душет      | 2566                  | Центр одноимённого уезда   | Душети. Город, районный центр в Грузии  |
| Закаталы   | 3009                  | Центр одноимённого округа  | Город, районный центр в Азербайджане    |
| Сигнах     | 8994                  | Центр одноимённого уезда   | Сигнахи. Город, районный центр в Грузии |
| Телав      | 13 929                | Центр одноимённого уезда   | Телави. Город, краевой центр в Грузии   |
| Тифлис     | 159 590               | Центр одноимённой губернии | Тбилиси. Город, столица Грузии          |

### Черноморская губерния
| город        | численность населения | статус в 1897 году          | современный статус                                     |
| ------------ | --------------------- | --------------------------- | ------------------------------------------------------ |
| Новороссийск | 16 897                | Центр Черноморской губернии | Город краевого подчинения в Краснодарском крае, Россия |
| Сочи         | 1352                  | Центр одноимённого округа   | Город краевого подчинения в Краснодарском крае России  |
| Туапсе       | 1392                  | Центр одноимённого округа   | Город, районный центр в Краснодарском крае России      |

### Эриванская губерния
| город          | численность населения | статус в 1897 году                    | современный статус                                                     |
| -------------- | --------------------- | ------------------------------------- | ---------------------------------------------------------------------- |
| Александрополь | 30 616                | Центр одноимённого уезда              | Гюмри. Город, центр марза в Армении                                    |
| Нахичевань     | 8790                  | Центр одноимённого уезда              | Город, центр Нахичеванской Республики, Азербайджан                     |
| Новобаязет     | 8486                  | Центр одноимённого уезда              | Гавар. Город, центр марза в Армении                                    |
| Ордубат        | 4611                  | Заштатаный город Нахичеванского уезда | Ордубад. Город, районный центр в Нахичеванской Республике, Азербайджан |
| Эривань        | 29 006                | Центр одноимённой губернии            | Ереван. Город, столица Армении                                         |

## Сибирь

### Амурская область
| город        | численность населения | статус в 1897 году     | современный статус                    |
| ------------ | --------------------- | ---------------------- | ------------------------------------- |
| Благовещенск | 32 834                | Центр Амурской области | Город, центр Амурской области, Россия |

### Енисейская губерния
| Село       | численность населения | статус в 1897 году        | современный статус                                |
| ---------- | --------------------- | ------------------------- | ------------------------------------------------- |
| Ачинск     | 6699                  | Центр одноимённого округа | Город, районный центр в Красноярском крае, Россия |
| Енисейск   | 11 506                | Центр одноимённого округа | Город, районный центр в Красноярском крае, Россия |
| Канск      | 7537                  | Центр одноимённого округа | Город, районный центр в Красноярском крае, Россия |
| Красноярск | 26 699                | Центр Енисейской губернии | Город, центр Красноярского края, Россия           |
| Минусинск  | 10 231                | Центр одноимённого округа | Город, районный центр в Красноярском крае, Россия |
| Туруханск  | 212                   | Центр одноимённого края   | Село, районный центр в Красноярском крае, Россия  |

### Забайкальская область
| город          | численность населения | статус в 1897 году          | современный статус                                 |
| -------------- | --------------------- | --------------------------- | -------------------------------------------------- |
| Акша           | 1627                  | Центр одноимённого округа   | Село, районный центр в Забайкальском крае, Россия  |
| Баргузин       | 1378                  | Центр одноимённого округа   | Село, районный центр в Бурятии, Россия             |
| Верхнеудинск   | 8086                  | Центр одноимённого округа   | Улан-Удэ. Город, центр Республики Бурятия, Россия  |
| Нерчинск       | 6639                  | Центр одноимённого округа   | Город, районный центр в Забайкальском крае, Россия |
| Новоселенгинск | 1086                  | Центр одноимённого округа   | Село в Бурятии, Россия                             |
| Троицкосавск   | 8788                  | Центр одноимённого округа   | Кяхта. Город, районный центр в Бурятии, Россия     |
| Чита           | 11 511                | Центр Забайкальской области | Город, центр Забайкальского края, Россия           |

### Иркутская губерния
| город       | численность населения | статус в 1897 году                | современный статус                                |
| ----------- | --------------------- | --------------------------------- | ------------------------------------------------- |
| Балаганск   | 1314                  | Центр одноимённого округа         | Затоплен водами Братского водохранилища           |
| Верхоленск  | 1354                  | Центр одноимённого округа         | Село в Иркутской области, Россия                  |
| Илимск      | 622                   | Заштатный город Киренского округа | Затоплен водами Усть-Илимского водохранилища      |
| Иркутск     | 51 473                | Центр одноимённой губернии        | Город, центр Иркутской области, Россия            |
| Киренск     | 2280                  | Центр одноимённого округа         | Город, районный центр в Иркутской области, Россия |
| Нижнеудинск | 5752                  | Центр одноимённого округа         | Город, районный центр в Иркутской области, Россия |

### Приморская область
| город         | численность населения | статус в 1897 году        | современный статус                                              |
| ------------- | --------------------- | ------------------------- | --------------------------------------------------------------- |
| Владивосток   | 28 933                | Центр Приморской области  | Город, центр Приморского края, Россия                           |
| Гижигинск     | 435                   | Центр одноимённого округа | Гижига. Село в Магаданской области, Россия                      |
| Николаевск    | 5684                  | Центр Удского округа      | Николаевск-на-Амуре. Город в Хабаровском крае, Россия           |
| Охотск        | 304                   | Центр одноимённого уезда  | Пгт в Хабаровском крае, Россия                                  |
| Петропавловск | 395                   | Центр одноимённого уезда  | Петропавловск-Камчатский. Город, центр Камчатского края, Россия |
| Хабаровск     | 14 971                | Центр одноимённого округа | Город, центр Хабаровского края, Россия                          |

### Тобольская губерния
| город      | численность населения | статус в 1897 году         | современный статус                                          |
| ---------- | --------------------- | -------------------------- | ----------------------------------------------------------- |
| Берёзов    | 1070                  | Центр одноимённого округа  | Берёзово. Пгт, районный центр в Ханты-Мансийском АО, Россия |
| Ишим       | 7153                  | Центр одноимённого округа  | Город, районный центр в Тюменской области, Россия           |
| Курган     | 10 301                | Центр одноимённого округа  | Город, центр Курганской области, Россия                     |
| Сургут     | 1120                  | Центр одноимённого округа  | Город, районный центр в Ханты-Мансийском АО, Россия         |
| Тара       | 7223                  | Центр одноимённого округа  | Город, районный центр в Омской области, Россия              |
| Тобольск   | 20 425                | Центр одноимённой губернии | Город, районный центр в Тюменской области, Россия           |
| Туринск    | 3167                  | Центр одноимённого округа  | Город, районный центр в Свердловской области, Россия        |
| Тюкалинск  | 4018                  | Центр одноимённого округа  | Город, районный центр в Омской области, Россия              |
| Тюмень     | 29 544                | Центр одноимённого округа  | Город, центр Тюменской области, Россия                      |
| Ялуторовск | 3330                  | Центр одноимённого округа  | Город, районный центр в Тюменской области, Россия           |

### Томская губерния
| город       | численность населения | статус в 1897 году               | современный статус                                               |
| ----------- | --------------------- | -------------------------------- | ---------------------------------------------------------------- |
| Барнаул     | 21 073                | Центр одноимённого округа        | Город, центр Алтайского края, Россия                             |
| Бийск       | 17 213                | Центр одноимённого округа        | Город, районный центр в Алтайском крае, Россия                   |
| Змеиногорск | 7378                  | Центр одноимённого округа        | Город, районный центр в Алтайском крае, Россия                   |
| Каинск      | 5884                  | Центр одноимённого округа        | Куйбышев. Город, районный центр в Новосибирской области, Россия  |
| Колывань    | 11 711                | Безуездный город Томского округа | Пгт, районный центр в Новосибирской области, Россия              |
| Кузнецк     | 3117                  | Центр одноимённого округа        | Новокузнецк. Город, районный центр в Кемеровской области, Россия |
| Мариинск    | 8216                  | Центр одноимённого округа        | Город, районный центр в Кемеровской области, Россия              |
| Нарым       | 1129                  | Безуездный город Томского округа | Село в Томской области, Россия                                   |
| Томск       | 52 210                | Центр одноимённой губернии       | Город, центр Томской области, Россия                             |

### Якутская область
| город          | численность населения | статус в 1897 году        | современный статус                                    |
| -------------- | --------------------- | ------------------------- | ----------------------------------------------------- |
| Верхоянск      | 354                   | Центр одноимённого округа | Город, районный центр в Якутии, Россия                |
| Вилюйск        | 611                   | Центр одноимённого округа | Город, районный центр в Якутии, Россия                |
| Олёкминск      | 1144                  | Центр одноимённого округа | Город, районный центр в Якутии, Россия                |
| Средне-Колымск | 538                   | Центр Колымского округа   | Среднеколымск. Город, районный центр в Якутии, Россия |
| Якутск         | 6535                  | Центр одноимённой области | Город, центр Республики Якутия, Россия                |

## Средняя Азия

### Акмолинская область
| город         | численность населения | статус в 1897 году        | современный статус                                     |
| ------------- | --------------------- | ------------------------- | ------------------------------------------------------ |
| Акмолинск     | 9688                  | Центр одноимённого уезда  | Астана. Город, столица Казахстана                      |
| Атбасар       | 3038                  | Центр одноимённого уезда  | Город, районный центр в Акмолинской области, Казахстан |
| Кокчетав      | 4962                  | Центр одноимённого уезда  | Кокшетау. Город, центр Акмолинской области, Казахстан  |
| Петропавловск | 19 688                | Центр одноимённого уезда  | Город, центр Северо-Казахстанской области, Казахстан   |
| Омск          | 37 376                | Центр Акмолинской области | Город, центр Омской области, Россия                    |

### Закаспийская область
| город                | численность населения | статус в 1897 году                  | современный статус                                                      |
| -------------------- | --------------------- | ----------------------------------- | ----------------------------------------------------------------------- |
| Александровский форт | 895                   | Центр Мангышлакского уезда          | Форт-Шевченко. Город, районный центр в Мангистауской области, Казахстан |
| Асхабад              | 19 426                | Центр Закаспийской области          | Ашхабад. Город, столица Туркменистана                                   |
| Каахка               | 701                   | Безуездный город Тедженского уезда  | Кака. Город, районный центр в Ахалском велаяте, Туркменистан            |
| Кизил-Арват          | 4098                  | Безуездный город Асхабадского уезда | Сердар. Город, районный центр в Балканском велаяте, Туркменистан        |
| Красноводск          | 6322                  | Центр одноимённого уезда            | Туркменбашы. Город, районный центр в Балканском велаяте, Туркменистан   |
| Мерв                 | 8533                  | Центр одноимённого уезда            | Мары. Город, центр Марыйского велаята, Туркменистан                     |
| Серахс               | 1520                  | Центр Тедженского уезда             | Пгт, районный центр в Ахалском велаяте, Туркменистан                    |
| Теджен               | 382                   | Заштатный город Тедженского уезда   | Город, районный центр в Ахалском велаяте, Туркменистан                  |

### Самаркандская область
| город        | численность населения | статус в 1897 году                    | современный статус                                                     |
| ------------ | --------------------- | ------------------------------------- | ---------------------------------------------------------------------- |
| Джизак       | 15 710                | Центр одноимённого уезда              | Город, центр Джизакской области, Узбекистан                            |
| Катта-Курган | 10 087                | Центр одноимённого уезда              | Каттакурган. Город, районный центр в Самаркандской области, Узбекистан |
| Пенджикент   | 3658                  | Безуездный город Самаркандского уезда | Город, районный центр в Согдийской области, Таджикистан                |
| Самарканд    | 55 128                | Центр одноимённой области             | Город, центр Самаркандской области, Узбекистан                         |
| Ура-Тюбе     | 20 621                | Безуездный город Ходжентского уезда   | Истаравшан. Город, районный центр в Согдийской области, Таджикистан    |
| Ходжент      | 30 109                | Центр одноимённого уезда              | Худжанд. Город, центр Согдийской области, Таджикистан                  |

### Семипалатинская область
| город            | численность населения | статус в 1897 году                 | современный статус                                                      |
| ---------------- | --------------------- | ---------------------------------- | ----------------------------------------------------------------------- |
| Зайсан           | 4402                  | Центр одноимённого уезда           | Город, районный центр в Восточно-Казахстанской области Казахстана       |
| Каркаралы        | 4451                  | Центр одноимённого уезда           | Каркаралинск. Город, районный центр в Карагандинской области Казахстана |
| Кокпекты         | 2930                  | Безуездный город Зайсанского уезда | Село, районный центр в Абайской области Казахстана                      |
| Павлодар         | 7738                  | Центр одноимённого уезда           | Город, центр Павлодарской области Казахстана                            |
| Семипалатинск    | 26 246                | Центр одноимённой области          | Семей. Город, центр Абайской области, Казахстан                         |
| Усть-Каменогорск | 8721                  | Центр одноимённого уезда           | Город, центр Восточно-Казахстанской области Казахстана                  |

### Семиреченская область
| город      | численность населения | статус в 1897 году          | современный статус                                              |
| ---------- | --------------------- | --------------------------- | --------------------------------------------------------------- |
| Верный     | 22 744                | Центр Семиреченской области | Алматы. Город республиканского подчинения, Казахстан            |
| Джаркент   | 16 094                | Центр одноимённого уезда    | Жаркент. Город, районный центр в Алматинской области, Казахстан |
| Копал      | 6183                  | Центр одноимённого уезда    | Капал. Село в Алматинской области, Казахстан                    |
| Лепсинск   | 3230                  | Центр одноимённого уезда    | Лепси. Село в Алматинской области, Казахстан                    |
| Пишпек     | 6615                  | Центр одноимённого уезда    | Бишкек. Город, столица Киргизии                                 |
| Пржевальск | 8108                  | Центр одноимённого уезда    | Каракол. Город, центр Иссык-Кульской области, Киргизия          |

### Сырдарьинская область
| город               | численность населения | статус в 1897 году                  | современный статус                                                  |
| ------------------- | --------------------- | ----------------------------------- | ------------------------------------------------------------------- |
| Аулиеата            | 11 722                | Центр одноимённого уезда            | Тараз. Город, центр Жамбыльской области, Казахстан                  |
| Казалинск           | 7585                  | Центр одноимённого уезда            | Город районного подчинения в Кызылординской области, Казахстан      |
| Перовск             | 5058                  | Центр одноимённого уезда            | Кызылорда. Город, центр Кызылординской области, Казахстан           |
| Петро-Александровск | 3111                  | Центр Амударьинского отдела         | Турткуль. Город, районный центр в Каракалпакии, Узбекистан          |
| Ташкент             | 155 673               | Центр Сырдарьинской области         | Город, столица Узбекистана                                          |
| Туркестан           | 11 253                | Безуездный город Чимкентского уезда | Город областного подчинения в Южно-Казахстанской области, Казахстан |
| Чимкент             | 11 194                | Центр одноимённого уезда            | Шымкент. Город, центр Южно-Казахстанской области, Казахстан         |

### Тургайская область
| город     | численность населения | статус в 1897 году       | современный статус                                     |
| --------- | --------------------- | ------------------------ | ------------------------------------------------------ |
| Актюбинск | 2817                  | Центр одноимённого уезда | Актобе. Город, центр Актюбинской области, Казахстан    |
| Иргиз     | 1542                  | Центр одноимённого уезда | Село, районный центр в Актюбинской области, Казахстан  |
| Кустанай  | 14 275                | Центр Тургайской области | Костанай. Город, центр Костанайской области, Казахстан |
| Тургай    | 896                   | Центр одноимённого уезда | Село, районный центр в Костанайской области, Казахстан |

### Уральская область
| город    | численность населения | статус в 1897 году                | современный статус                                        |
| -------- | --------------------- | --------------------------------- | --------------------------------------------------------- |
| Гурьев   | 9322                  | Центр одноимённого уезда          | Атырау. Город, центр Атырауской области, Казахстан        |
| Илецк    | 7154                  | Безуездный город Уральского уезда | Илек. Село, районный центр в Оренбургской области, Россия |
| Калмыков | 1924                  | Центр одноимённого уезда          | Тайпак. Село в Западно-Казахстанской области, Казахстан   |
| Темир    | 616                   | Центр одноимённого уезда          | Город, районный центр в Актюбинской области, Казахстан    |
| Уральск  | 36 466                | Центр одноимённой области         | Город, центр Западно-Казахстанской области, Казахстан     |

### Ферганская область
| город           | численность населения | статус в 1897 году                   | современный статус                                   |
| --------------- | --------------------- | ------------------------------------ | ---------------------------------------------------- |
| Андижан         | 47 627                | Центр одноимённого уезда             | Город, центр Андижанской области, Узбекистан         |
| Коканд          | 81 354                | Центр одноимённого уезда             | Город в Ферганской области, Узбекистан               |
| Наманган        | 62 017                | Центр одноимённого уезда             | Город, центр Наманганской области, Узбекистан        |
| Ош              | 34 157                | Центр одноимённого уезда             | Город, центр Ошской области, Киргизия                |
| Новый Маргелан  | 8928                  | Центр Ферганской области             | Фергана. Город, центр Ферганской области, Узбекистан |
| Старый Маргелан | 36 490                | Безуездный город Маргеланского уезда | Маргелан. Город в Ферганской области, Узбекистан     |
| Чуст            | 13 785                | Безуездный город Наманганского уезда | Город в Наманганской области, Узбекистан             |

## Финляндия

### Або-Бьёрнеборгская губерния
| город      | численность населения | статус в 1897 году                | современный статус                                                      |
| ---------- | --------------------- | --------------------------------- | ----------------------------------------------------------------------- |
| Або        | 34 964                | Центр Або-Бьёрнеборгской губернии | Турку (Або). Город, центр провинции Варсинайс-Суоми, Финляндия          |
| Бьёрнеборг | 11 998                | Город в Ульвсбюском уезде         | Пори (Бьёрнеборг). Город, центр провинции Сатакунта, Финляндия          |
| Мариегамн  | 765                   | Город в Аландском уезде           | Маарианхамина (Мариехамн). Город, столица Аландских островов, Финляндия |
| Нодендаль  | 673                   | Город в Маскуском уезде           | Наантали (Нодендаль). Город в провинции Варсинайс-Суоми, Финляндия      |
| Нюстад     | 4 039                 | Город в Вемоском уезде            | Уусикаупунки (Нюстад). Город в провинции Варсинайс-Суоми, Финляндия     |
| Раумо      | 4 262                 | Город в Ульвсбюском уезде         | Раума (Раумо). Город в провинции Сатакунта, Финляндия                   |

### Вазаская губерния
| город         | численность населения | статус в 1897 году          | современный статус                                                          |
| ------------- | --------------------- | --------------------------- | --------------------------------------------------------------------------- |
| Гамла Карлебю | 2 444                 | Город в Педерсёреском уезде | Коккола (Карлебю). Город в провинции Центральная Остроботния, Финляндия     |
| Каскё         | 854                   | Город в Ильмоласком уезде   | Каскинен (Каскё). Город в провинции Остроботния, Финляндия                  |
| Кристинестад  | 2 703                 | Город в Ильмоласком уезде   | Кристийнанкаупунки (Кристинестад). Город в провинции Остроботния, Финляндия |
| Николайстад   | 12 838                | Центр Вазаской губернии     | Вааса (Васа). Город, центр провинции Остроботния, Финляндия                 |
| Нюкарлебю     | 1 093                 | Город в Лаппоском уезде     | Уусикарлепюю (Нюкарлебю). Город в провинции Остроботния, Финляндия          |
| Ювяскюля      | 2 671                 | Город в Лауккасском уезде   | Город, центр провинции Центральная Финляндия, Финляндия                     |
| Якобстад      | 2 420                 | Город в Педерсёреском уезде | Пиетарсаари (Якобстад). Город в провинции Остроботния, Финляндия            |

### Выборгская губерния
| город         | численность населения | статус в 1897 году          | современный статус                                                            |
| ------------- | --------------------- | --------------------------- | ----------------------------------------------------------------------------- |
| Вильманстранд | 2 315                 | Город в Лаппвесиском уезде  | Лаппеэнранта (Вильманстранд). Город, центр провинции Южная Карелия, Финляндия |
| Выборг        | 23 472                | Центр одноимённой губернии  | Город, районный центр Ленинградской области, Россия                           |
| Кексгольм     | 1 282                 | Город в Кексгольмском уезде | Приозерск. Город, районный центр Ленинградской области, Россия                |
| Котка         | 5 030                 | Город в Кюмменьском уезде   | Город в провинции Кюменлааксо, Финляндия                                      |
| Сердоболь     | 1 579                 | Город в Сердобольском уезде | Сортавала. Город, районный центр в Республике Карелия, Россия                 |
| Фридрихсгам   | 3 014                 | Город в Кюмменьском уезде   | Хамина (Фредриксхамн). Город в провинции Кюменлааксо, Финляндия               |

### Куопиоская губерния
| город   | численность населения | статус в 1897 году         | современный статус                                                   |
| ------- | --------------------- | -------------------------- | -------------------------------------------------------------------- |
| Исальми | 1 168                 | Город в Исальмиском уезде  | Ийсалми (Иденсальми). Город в провинции Северное Саво, Финляндия     |
| Йоенсу  | 3 217                 | Город в Либелицком уезде   | Йоенсуу (Йоенсу). Город, центр провинции Северная Карелия, Финляндия |
| Куопио  | 9 688                 | Центр одноимённой губернии | Город, центр провинции Северное Саво, Финляндия                      |

### Нюландская губерния
| город        | численность населения | статус в 1897 году          | современный статус                                                           |
| ------------ | --------------------- | --------------------------- | ---------------------------------------------------------------------------- |
| Борго        | 4 461                 | Город в Гельсингеском уезде | Порвоо (Борго). Город в провинции Уусимаа, Финляндия                         |
| Гангё        | 3 652                 | Город в Разеборгском уезде  | Ханко (Гангё). Город в провинции Уусимаа, Финляндия                          |
| Гельсингфорс | 77 484                | Центр Нюландской губернии   | Хельсинки (Гельсингфорс). Город, столица Финляндии и центр провинции Уусимаа |
| Ловиза       | 2 018                 | Город в Перноском уезде     | Ловийса (Ловиса). Город в провинции Уусимаа, Финляндия                       |
| Экенес       | 2 147                 | Город в Разеборгском уезде  | Таммисаари (Экенес). Вошёл в состав города Расеборга                         |

### Санкт-Михельская губерния
| город        | численность населения | статус в 1897 году            | современный статус                                                   |
| ------------ | --------------------- | ----------------------------- | -------------------------------------------------------------------- |
| Гейнола      | 1 414                 | Город в Гейноласком уезде     | Хейнола (Гейнола). Город в провинции Пяйят-Хяме, Финляндия           |
| Нейшлот      | 1 688                 | Город в Рантасальмиском уезде | Савонлинна (Нюслот). Город в провинции Южное Саво, Финляндия         |
| Санкт-Михель | 2 855                 | Центр одноимённой губернии    | Миккели (Санкт-Михель). Город, центр провинции Южное Саво, Финляндия |

### Тавастгусская губерния
| город      | численность населения | статус в 1897 году         | современный статус                                                     |
| ---------- | --------------------- | -------------------------- | ---------------------------------------------------------------------- |
| Тавастгус  | 5 335                 | Центр одноимённой губернии | Хямеэнлинна (Тавастехус). Город, центр провинции Канта-Хяме, Финляндия |
| Таммерфорс | 26 713                | Город в Биркаласком уезде  | Тампере (Таммерфорс). Город, центр провинции Пирканмаа, Финляндия      |

### Улеаборгская губерния
| город     | численность населения | статус в 1897 году         | современный статус                                                      |
| --------- | --------------------- | -------------------------- | ----------------------------------------------------------------------- |
| Брагестад | 3 222                 | Город в Салоском уезде     | Раахе (Брагестад). Город в провинции Северная Остроботния, Финляндия    |
| Каяна     | 1 218                 | Город в Каянаском уезде    | Каяани (Каяна). Город, центр провинции Кайнуу, Финляндия                |
| Кеми      | 1 011                 | Город в Кемиском уезде     | Город в провинции Лапландия, Финляндия                                  |
| Торнео    | 1 381                 | Город в Кемиском уезде     | Торнио (Торнео). Город в провинции Лапландия, Финляндия                 |
| Улеаборг  | 14 128                | Центр одноимённой губернии | Оулу (Улеаборг). Город, центр провинции Северная Остроботния, Финляндия |